# Neubois
Neubois (Gereuth en allemand) est une commune française située dans la circonscription administrative du Bas-Rhin et, depuis le 1er janvier 2021, dans le territoire de la Collectivité européenne d'Alsace, en région Grand Est.
Cette commune se trouve dans la région historique et culturelle d'Alsace.

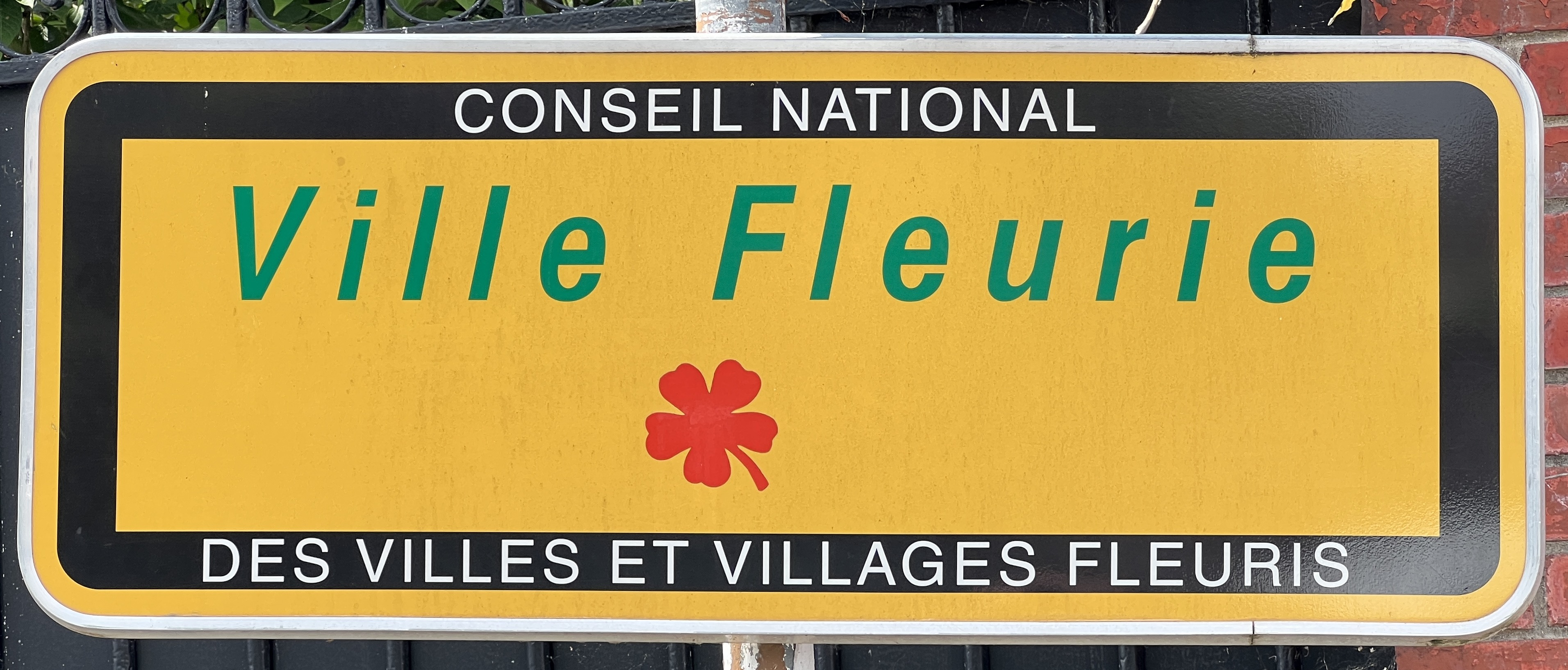
La récompense "Ville Fleurie", également connue sous le nom de "Villes et Villages fleuris, anciennement appelée concours, a été créée en 1959 en France pour promouvoir le fleurissement, l'environnement de vie et les espaces verts.

## Géographie

### Localisation
La commune de Neubois se trouve sur la rive droite du Giessen (le Comte-ban) un peu avant le confluent du val de Villé et du val de Lièpvre. Le finage présente trois territoires bien distincts :
- une partie de la vallée alluviale du Giessen, celle-ci atteignant ici 500 mètres de largeur à 220 mètres d'altitude ;
- le glacis peu incisé qui s'étend jusqu'à 300 mètres d'altitude ;
- la vaste partie montagneuse qui englobe tout le massif de l'Altenberg : château du Frankenbourg, 703 m ; rocher du Coucou, 856 m ; Altenberg, 711 m ; Roche des Fées, 777 m.

Neubois domine d'une part les villages de Dieffenbach-au-Val, Neuve-Église et Breitenau et, d'autre part, les premières localités proches de la vallée de Sainte-Marie-aux-Mines : La Vancelle, Rombach-le-Franc. Cette configuration particulière, née de l'histoire ancienne (ancienne forêt du Comte-Ban) vaut à la commune de posséder avec ses 1 142 ha l'un des finages les plus vastes du canton, juste après ceux de Breitenbach et d'Urbeis.

### Communes limitrophes
| Neuve-Église               | Dieffenbach-au-Val | Dambach-la-Ville |
| Breitenau                  | Neubois            | Scherwiller      |
| Rombach-le-Franc Haut-Rhin | La Vancelle        | Châtenois        |

### Hameaux
- Hirtzelbach : avant 1815, Hirtzelbach était une commune à part entière. Ce n'est qu'à partir de cette époque qu'elle a été rattachée à la commune de Neuve-Église.

### Hydrographie

#### Réseau hydrographique
La commune est dans le bassin versant du Rhin au sein du bassin Rhin-Meuse. Elle est drainée par le Giessen et le ruisseau le Lutterbach,.
Le Giessen, d'une longueur de 34 km, prend sa source dans la commune de Urbeis et se jette  dans l'Ill à Ebersmunster, après avoir traversé 18 communes. Les caractéristiques hydrologiques du Giessen sont données par la station hydrologique située sur la commune de Thanvillé. Le débit moyen mensuel est de 1,39 m3/s. Le débit moyen journalier maximum est de 30 m3/s, atteint lors de la crue du 15 février 1990. Le débit instantané maximal est quant à lui de 31,6 m3/s, atteint le même jour.

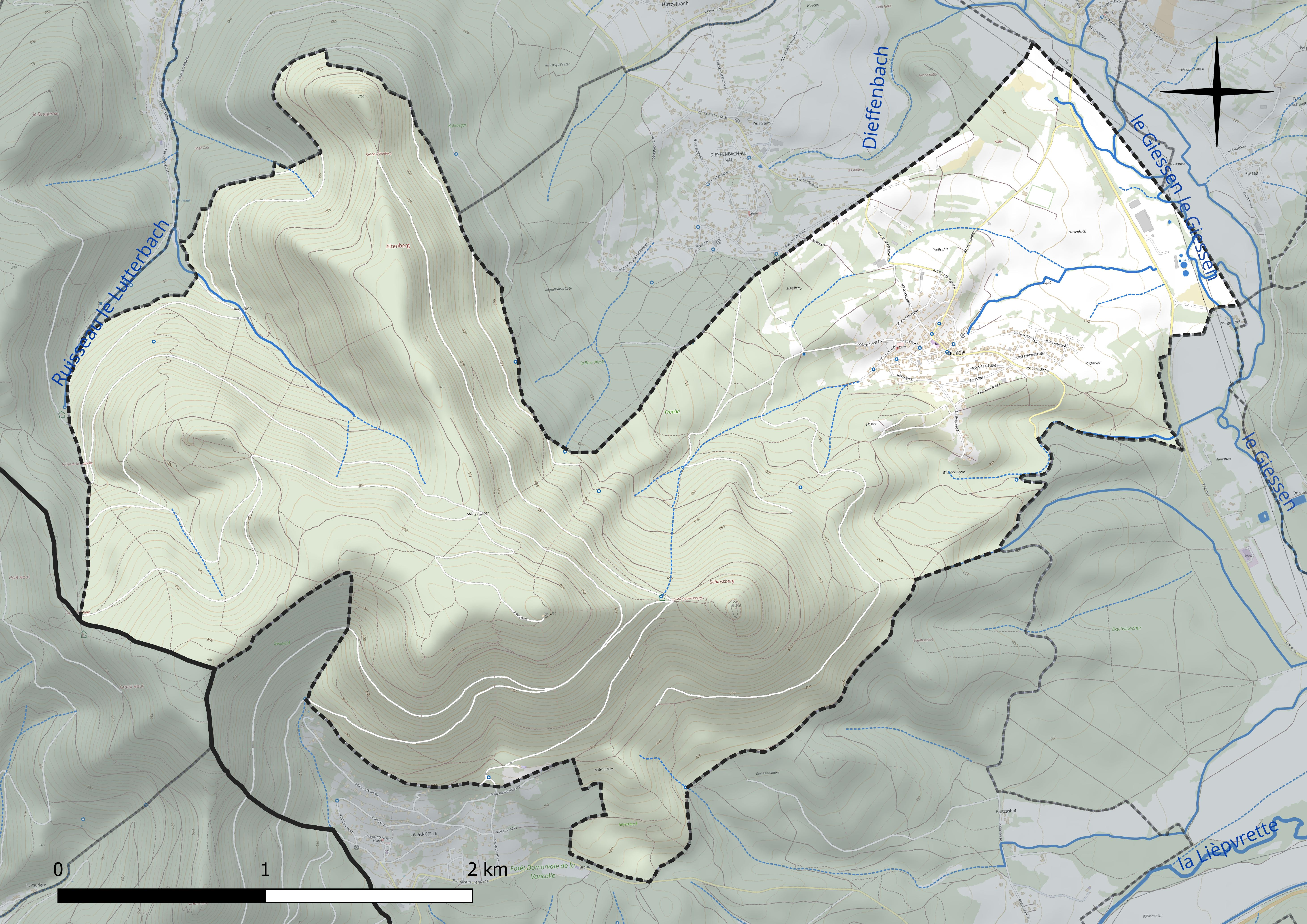
Réseau hydrographique de Neubois.

#### Gestion et qualité des eaux
Le territoire communal est couvert par le schéma d'aménagement et de gestion des eaux (SAGE) « Giessen Lièpvrette ». Ce document de planification concerne les bassins versants du Giessen et de la Lièpvrette.  Son périmètre s’étend sur 317 km2. Il a été approuvé le 13 avril 2016. La structure porteuse de l'élaboration et de la mise en œuvre est le Syndicat des eaux et de l'assainissement Alsace Moselle. 
La qualité des cours d’eau peut être consultée sur un site dédié géré par les agences de l’eau et l’Agence française pour la biodiversité. 

### Climat
Pour des articles plus généraux, voir Climat du Grand Est et Climat du Bas-Rhin.
En 2010, le climat de la commune est de type climat des marges montargnardes, selon une étude du Centre national de la recherche scientifique s'appuyant sur une série de données couvrant la période 1971-2000. En 2020, Météo-France publie une typologie des climats de la France métropolitaine dans laquelle la commune est exposée à un climat semi-continental et est dans la région climatique  Vosges, caractérisée par une pluviométrie très élevée (1 500 à 2 000 mm/an) en toutes saisons et un hiver rude (moins de 1 °C). 
Pour la période 1971-2000, la température annuelle moyenne est de 10,3 °C, avec une amplitude thermique annuelle de 17,4 °C. Le cumul annuel moyen de précipitations est de 891 mm, avec 9,4 jours de précipitations en janvier et 10,2 jours en juillet. Pour la période 1991-2020, la température moyenne annuelle observée sur la station météorologique de Météo-France la plus proche, « Villé », sur la commune de Villé à 5 km à vol d'oiseau, est de 11,3 °C et le cumul annuel moyen de précipitations est de 957,7 mm. 
La température maximale relevée sur cette station est de 39,5 °C, atteinte le 13 août 2003 ; la température minimale est de −19 °C, atteinte le 7 février 1991,,. 
Les paramètres climatiques de la commune ont été estimés pour le milieu du siècle (2041-2070) selon différents scénarios d'émission de gaz à effet de serre à partir des nouvelles projections climatiques de référence DRIAS-2020. Ils sont consultables sur un site dédié publié par Météo-France en novembre 2022.

## Urbanisme

### Typologie
Au 1er janvier 2024, Neubois est catégorisée bourg rural, selon la nouvelle grille communale de densité à sept niveaux définie par l'Insee en 2022.
Elle est située hors unité urbaine. Par ailleurs la commune fait partie de l'aire d'attraction de Sélestat, dont elle est une commune de la couronne,. Cette aire, qui regroupe 37 communes, est catégorisée dans les aires de 50 000 à moins de 200 000 habitants,.

### Occupation des sols
L'occupation des sols de la commune, telle qu'elle ressort de la base de données européenne d’occupation biophysique des sols Corine Land Cover (CLC), est marquée par l'importance des forêts et milieux semi-naturels (81,1 % en 2018), une proportion identique à celle de 1990 (81,1 %). La répartition détaillée en 2018 est la suivante : forêts (81,1 %), prairies (10,4 %), zones agricoles hétérogènes (4,5 %), zones urbanisées (4 %). L'évolution de l’occupation des sols de la commune et de ses infrastructures peut être observée sur les différentes représentations cartographiques du territoire : la carte de Cassini (XVIIIe siècle), la carte d'état-major (1820-1866) et les cartes ou photos aériennes de l'IGN pour la période actuelle (1950 à aujourd'hui).

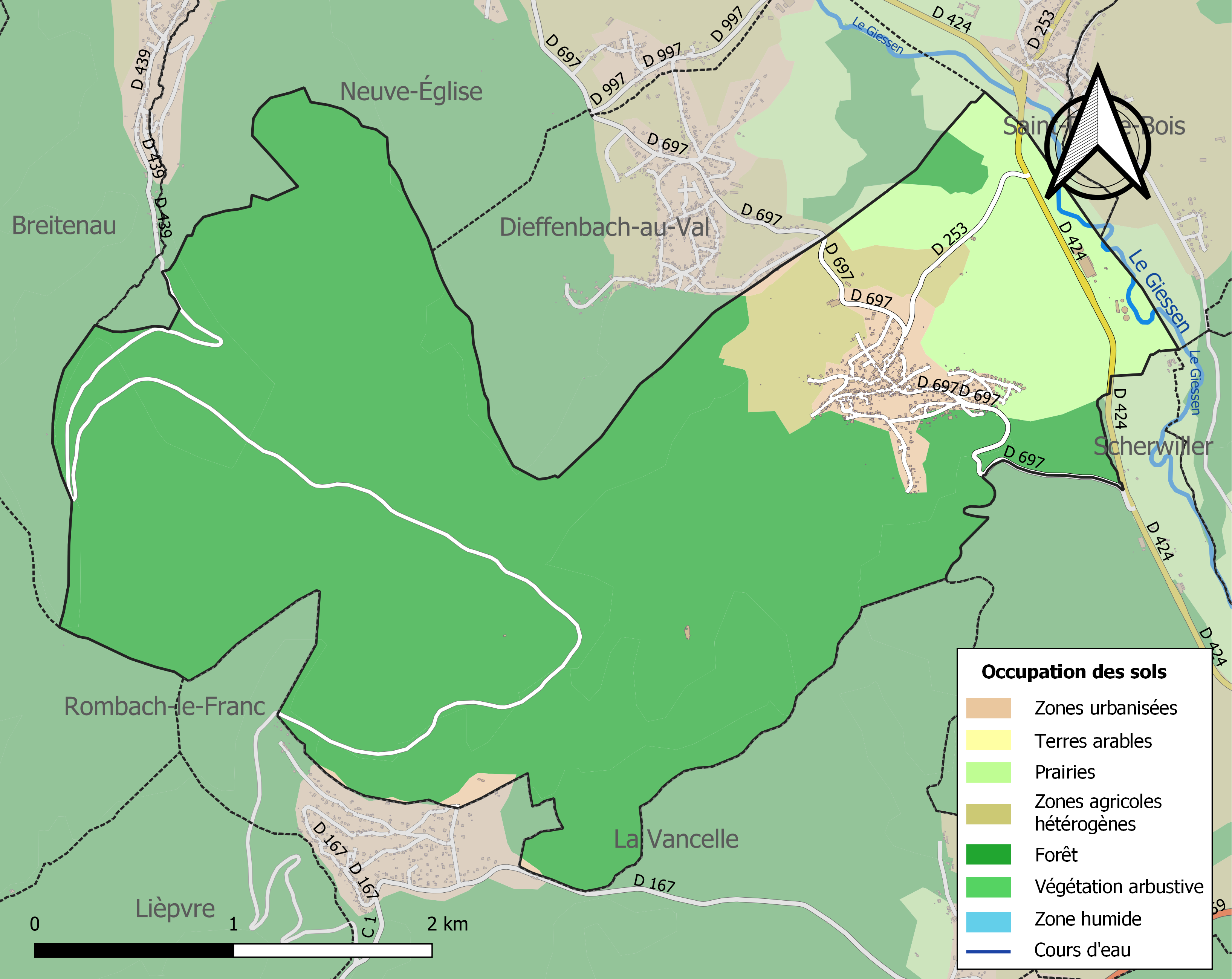
Carte des infrastructures et de l'occupation des sols de la commune en 2018 (CLC).

## Géologie
La géologie du ban communal de Neubois révèle à la base du Permien (assise de Kohlbaechel : des conglomérats et arkoses, lits argileux) épais de 280 mètres environ, qui ont donné naissance aux glacis peu pentus, typiques du Comte-Ban. Le massif de l'Altenberg est constitué par les fortes couches de grès vosgien du Trias, épaisses ici de 240 mètres, elles-mêmes coiffées par le conglomérat principal (ou poudingue) épais d'une trentaine de mètres. Ces formations présentent la morphologie caractéristique des grès : pentes abruptes, gros éboulis, tables ruiniformes (falaise du Rocher du Coucou, de la Roche des Fées, de la Salière). Ce massif gréseux de l'Altenberg permet d'observer toutefois d'intéressants phénomènes tectoniques : le Schlossberg (château du Frankenbourg) est séparé du Rocher du Coucou par un col bien visible dans la topographie. Il s'agit là d'une faille qui a fait s'effondrer le compartiment du Frankenbourg d'une cinquantaine de mètres. Cette fracture touchant le grès vosgien est post-triasique ; ce qui montre la poursuite à cette période de l'effondrement du bassin de Villé. Il en est de même du sommet de l'Altenberg lui aussi détaché de la ligne de crête du Coucou par une faille bien visible. Cette subsidence du bassin de Villé est confirmée par une observation plus générale de la couche de grès sur l'ensemble du massif vosgien. L'on a observé que le grès vosgien, très épais dans les Vosges du Nord, diminuait progressivement d'épaisseur vers le sud (250 mètres - 230 m de grès et 30 m de conglomérat) est donc anormale dans le cadre de cette diminution. Cette anomalie s'explique par l'enfoncement du bassin de Villé tout au long du dépôt de ces couches.

### Carrières

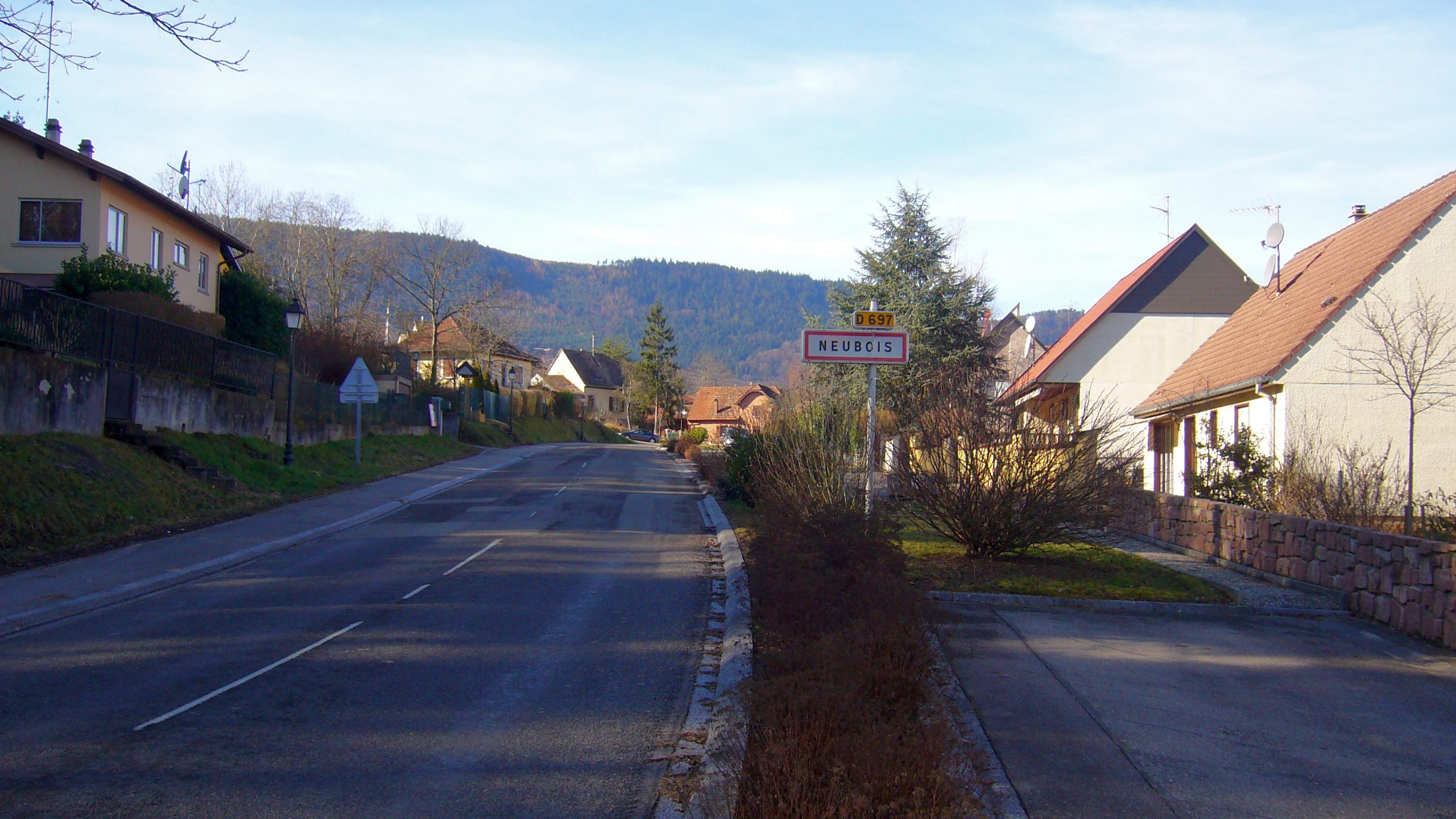
Entrée du village de Neubois par la D 697.

Il existait autrefois sur le ban de la commune de Neubois des carrières de grès. Les blocs extraits de ces carrières servaient à la construction de maisons, de ponts et autres ouvrages dans la vallée ou en dehors. La principale carrière était située dans le massif de l'Altenberg, près du sommet qui domine le village de Neuve-Église. Une petite forge fonctionnait même à proximité. Le chemin forestier qui y conduit est encore appelé de nos jours « Schmiedgasse ».

### Mines
Une petite exploitation de minerai de fer est indiquée à partir de 1842 au lieu-dit Heyeris Eck situé sur le versant de La Vancelle et du massif de l'Altenberg. On ne connaît pas précisément l'emplacement du site.

## Toponymie
Du latin ecclésiastique novi bosci, qui veut dire bois neuf et mauvais, traduction du germanique Geruth = terre en friche.
En alsacien Neubois se dit Kritt. Neubois est aussi la traduction de Novlla pris pour Novalia, terre en friche en allemand au Moyen Age (Gerutte ou Gerreuth). La Gereuth ou Geraydt était un district forestier dont un ou plusieurs villages avaient le libre usage. Certains de ces districts portaient également le nom de Confraternitates, Bruderschaften. Sur d'autres points l'association s'appelait Waldgenossen.
La première mention connue de Neubois, Gerüte remonte, comme pour tous les villages situés au pied du château du Frankenbourg à l'année 1336. Ce toponyme germanique se retrouve dans les décennies suivantes sous la forme de Krütt, Kritt... À partir du XVIIe siècle le nom est francisé ; dans un recensement des familles de la paroisse de Neuve-Église, le curé Wilette cite le village sous le nom de Le Neufbois, orthographe que l'on retrouve d'ailleurs sur la carte de Cassini au XVIIIe siècle. Ce Neufbois est ensuite transformé tout naturellement en Neubois, mais a entre-temps retrouvé son nom allemand en 1871-1918 et 1940-1944.

## Histoire

### Un village occupé dès l'antiquité
Les hauteurs surplombant le village de Neubois sont occupées et fréquentées dès l'antiquité, comme en témoigne le mur protohistorique qui longe le cône du massif du Schlossberg où se dresse aujourd'hui le château du Frankenbourg. C'est sur ce même site dominant l'entrée des vallées de Villé et de Sainte-Marie-aux-Mines ainsi que la route du Piémont, qu'est édifié le château du Frankenbourg, siège de l'autorité du Grafenbannen ou Comte-Ban.

### L'histoire de Neubois est intimement liée avec celle du Comte-Ban
L'histoire de Neubois se confond avec celle du Comte-Ban et du château du Frankenbourg dont les imposantes ruines dominent le bourg. Village-clairière à ses débuts, Neubois dépend d'abord des comtes de Frankenbourg. Il passe ensuite dans les mains de plusieurs propriétaires à la suite de mariages et de ventes. Ainsi nous trouvons en 1359 Gerüte et l'ensemble du Grafenbann sont cédés par les comtes d'Oettingen à l'évêque de Strasbourg qui les vend à son tour aux chanoines du Grand Chapitre de la cathédrale de Strasbourg en 1489. Ces derniers perdront leurs biens en 1789.

### La fondation d'une prébende sacerdotale

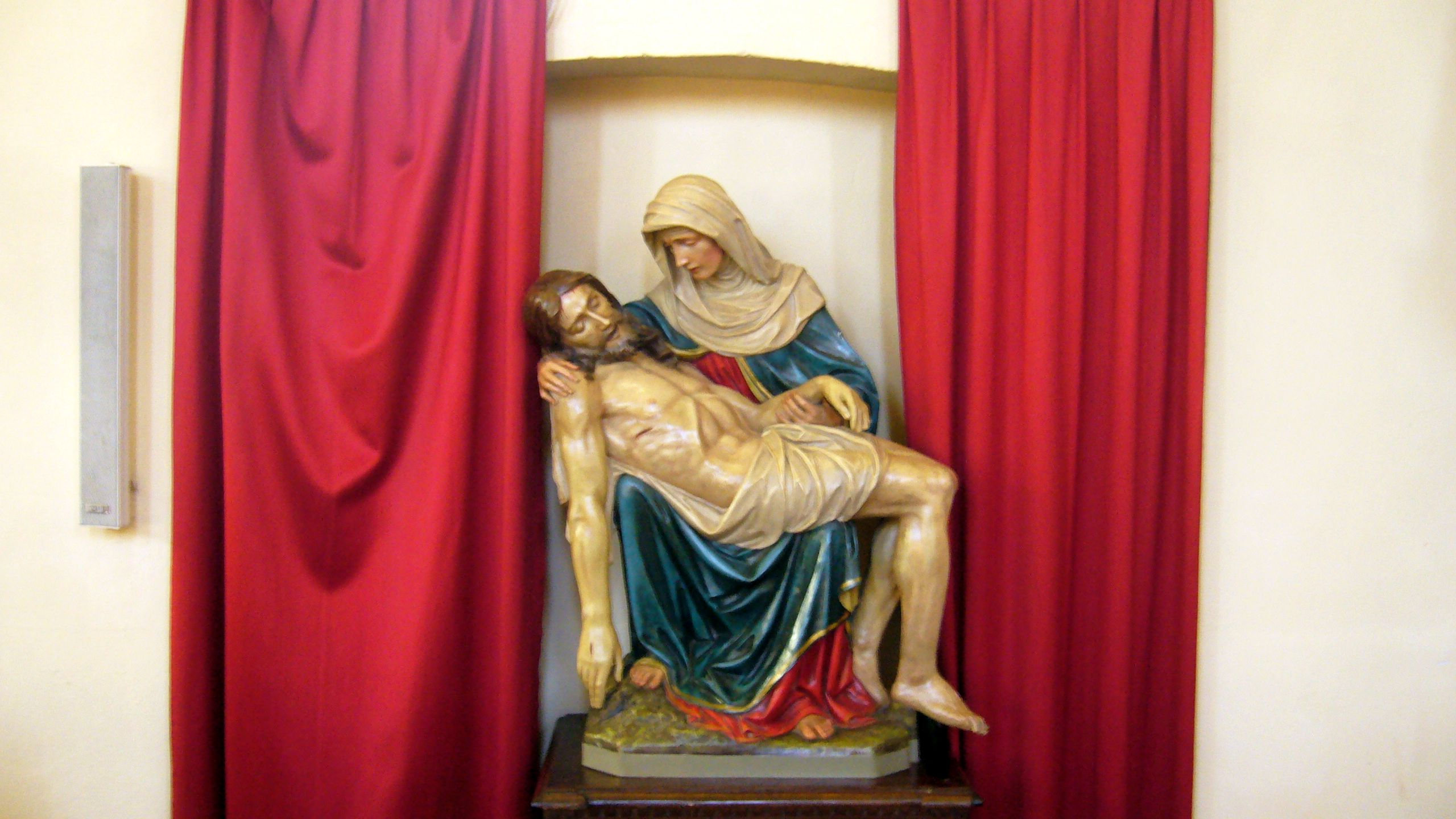
Grande pietà en terre cuite représentant la Vierge douloureuse à l'intérieur de l'église.

La fondation d'une prébende sacerdotale à Dieffenbach-au-Val en 1369, la restauration d'une ancienne chapelle dans ce même bourg permettent aux fidèles de Neubois de limiter leurs déplacements. Neubois participe financièrement et pour la main d'œuvre à l'agrandissement du sanctuaire en 1699. Une histoire de cloche sème cependant la zizanie au XVIIIe siècle, entre les deux communautés qui mènent l'affaire devant le Conseil Souverain d'Alsace. D'autres différends empoisonnent l'atmosphère  entre les deux villages et Neubois qui supporte de moins en moins la domination de Neuve-Église et de Dieffenbach-au-Val. En 1766, une pétition signée par l'ensemble de la population sollicite l'autorisation de construire sur la commune une chapelle. Cette demande est rejetée, mais les fidèles continuent de participer à l'agrandissement de l'église de Dieffenbach-au-Val en 1785. En 1803, Dieffenbach-au-Val devient une paroisse indépendante et Neubois reste sa filiale. Il faudra attendre encore une cinquantaine d'années pour que le village ait enfin sa propre église (1858) et soit érigé en paroisse en 1861. La même année est construit un presbytère qui se trouvait à l'époque à l'emplacement où se trouve aujourd'hui la mairie dont le premier occupant est le curé Mertian. C'est le curé Wetterwald, successeur de Mertian et originaire de Benfeld qui choisit saint Materne, le missionnaire d'Ehl, comme patron de la nouvelle église.

### La guerre de Trente Ans
La population souffre de la guerre de Trente Ans. Au début du conflit, 19 familles bourgeoises habitent ce lieu. Après le passage des Suédois, il ne reste plus qu'un seul bourgeois, trois manants et une veuve ; quatre maisons sont encore habitables sur les 19 que comptait le village en 1618.

### Le repeuplement du village
Le repeuplement, encouragé par Louis XIV, amène surtout des émigrants francophones comme les Pourtal, les Marquis, les Grandidier, les Claude. Soixante dix-huit personnes sont recensées en 1690. Au XVIIIe siècle, le village continue à se repeupler, à s'agrandir. De nombreuses maisons datent de cette époque qui a connu une période de prospérité pour atteindre 446 habitants en 1801.

### La période révolutionnaire
La Révolution amène l'autonomie : Neubois ne dépend plus des chanoines, ni de Neuve-Église et s'administre lui-même. Le premier maire élu est Louis Benoît. Au cours du XIXe siècle, la population, de plus en plus nombreuse, a des difficultés à subvenir à ses besoins, la terre n'est pas généreuse, le tissage à domicile ne nourrit guère le chef de famille.

### La période allemande entre 1871-1918
Extrait du récit : 
Le dimanche 7 juillet 1872, après les vêpres, quatre fillettes âgées de 7 à 11 ans se promènent au pied du Schlossberg, à la recherche de myrtilles . Soudain, une dame blanche portant sur la tête une couronne d’or, s’avance vers elles. Effrayées, elles s’enfuient à toutes jambes. C’est la première apparition de toute une série qui mettra en émoi le paisible village de Neubois. Effectivement, dans les jours et les mois qui suivent, d’autres enfants, mais aussi des adultes, sont persuadés d’avoir vu la Vierge Marie ou aperçu « la dame blanche », seule ou entourée d’anges ou … de soldats. La nouvelle de ces phénomènes extraordinaires se répand comme une traînée de poudre dans toute l’Europe centrale et méridionale, mais surtout en Allemagne et en France.
Ces évènements des apparitions sont relatés abondamment dans la presse locale et nationale et repris dans des brochures, ce qui ne fait qu’amplifier le phénomène. Neubois connaît alors une affluence populaire extraordinaire; au mois de janvier 1873, la Reichsbahn vend plus de 80 000 billets de chemin de fer à destination du Val de Villé. Une source à l’eau miraculeuse » est découverte. Plusieurs personnes prétendent avoir été guéries. Les conditions sont donc remplies pour que Neubois devienne le Lourdes alsacien ! ...

### La Première Guerre mondiale
La Première Guerre mondiale amène ses drames : le village se trouve aux avant-postes au début du conflit. Le 18 août 1914, se déroule la bataille de Neubois : les Bavarois essayent de déloger l'artillerie française bien dissimulée dans les forêts au-dessus de la localité ; des combats sanglants à la baïonnette autour du village, notamment dans les Dachsloecher, causent de nombreuses victimes : un cimetière militaire est même provisoirement créé.

### La Seconde Guerre mondiale (annexion de fait à l'Allemagne)
Neubois perd 15 des siens pendant cette guerre et 21 au cours du second conflit dont cinq victimes civiles à la suite d'intense tirs d'artillerie détruisant de nombreuses maisons.

## Des apparitions de la Vierge Marie à Neubois

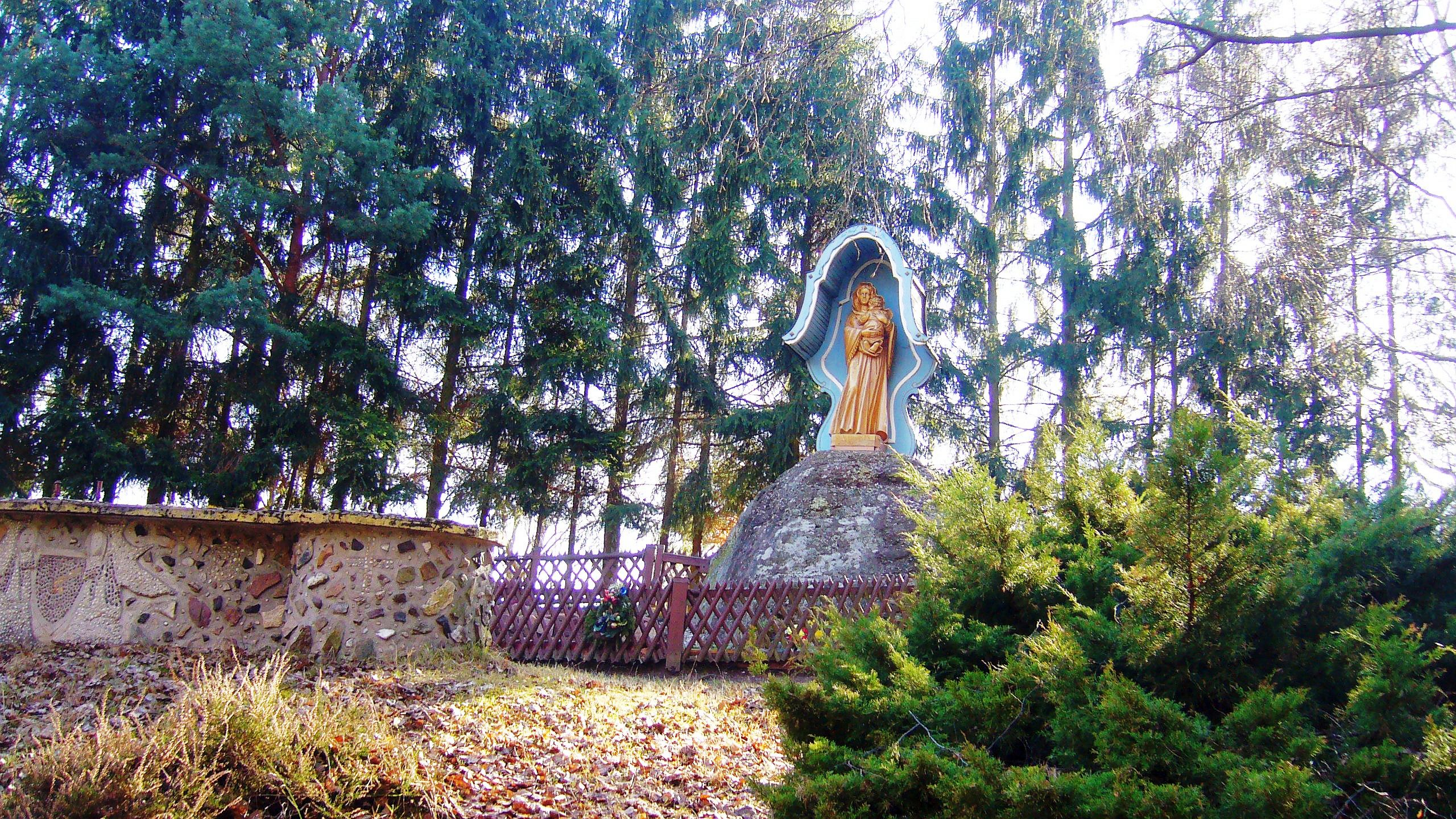
Statue de la Madone au-dessus du village de Neubois.

L'endroit où eurent lieu les apparitions est à deux kilomètres du village de Neubois, appelé à l'époque Krüth, à mi-hauteur de la montagne, et à égale distance des ruines du château du Frankenbourg. Il y a à l'endroit une vaste clairière, au milieu de la forêt, d'où l'on jouit d'un magnifique panorama. D'un côté on aperçoit la commune de Scherwiller et le château de l'Ortenbourg. Avant d'entrer dans la clairière, on voit du regard de nombreux villages, dont Thanvillé, Saint-Pierre-Bois et l'église Saint-Gilles perchée un peu au-dessus des deux villages. Plus haut on aperçoit les cimes de l'Ungersberg. D'un autre côté on voit le val de Villé parsemé de villages. Aujourd'hui à la clairière se trouve une statue de Marie (mère de Jésus), une statue de l'archange saint Michel terrassant le dragon, une petite statue de saint Joseph, une chapelle avec une grande croix et un chemin de croix avec ses douze stations. C'est à cet endroit que serait apparue la Sainte Vierge. En 1872, quand commencèrent les apparitions, l'Alsace était annexée à l'Allemagne depuis plus d'un an et le nom le plus usuel du village était celui de Krüth. A la vérité le village a trois noms : Neubois, Krüth, Gereuth est le nom allemand.
Dans le contexte de l'occupation allemande et antireligieux de l'époque, un Alsacien se rend en Italie et rencontre une mystique nommée Palma-Maria-Addolarata Matarelli (1825-1888) d'Oria, plus tard religieuse de Notre-Dame des Douleurs, et lui parle de l'Alsace-Lorraine. Elle lui répondit qu'il arrivera bientôt des choses merveilleuses : ...une apparitions en juillet 1872 doit avoir lieu en Alsace-Lorraine.
Le dimanche 7 juillet 1872 en date de la fête du Précieux Sang, la Vierge Marie apparait tout d'abord à l'office du soir dans l'église Saint-Nicolas de L'Hôpital à Marie Françoise Clémentine Girsch, âgée de onze ans,,.
Elle décrit l'apparition comme une belle femme aux cheveux blonds et longs, portant une couronne sur la tête. Sa robe blanche est brillante. La Vierge Marie tend ses bras en avant. Dans sa main droite elle tient une boule blanche d'où tombent des gouttes d'eau, dans sa main gauche elle tient une boule noire d'où tombent des gouttes de sang. À sa droite se tiennent des soldats français, à sa gauche se trouvent des soldats armés d'épées.
À L'Hôpital (Moselle) qui portait le nom de Spittel in Lothringen ces événements sont restés très discrets. Clémentine Girsch est qualifiée selon les rapports de l'époque de petite fille sage, posée et réservée. Elle restera très discrète sur ces événements. Elle est née le 3 décembre 1861 à Carling. Le 9 février 1880 elle épouse à L'Hôpital, Ambroise Renard, instituteur et maire de Carling (1855-1941) et sera mère de deux enfants. Elle décèdera à Strasbourg le 13 janvier 1944.
Le même jour à Neubois, cette même apparition se manifeste à quatre fillettes âgées de 7 à 11 ans qui se promènent au pied d'une montagne appelée Schlossberg, à la recherche de myrtilles. Soudain, une dame blanche portant sur la tête une couronne d'or, s'avance vers elles. Effrayées, elles s'enfuient à toutes jambes. C'est la première apparition de toute une série qui mettra en émoi le paisible village de Neubois.
Le 11 juillet 1872, la Vierge Marie apparaît de nouveau sous la même forme dans la forêt de Neubois à Philomène Jehl (10 ans), Sophie Glock (11 ans), Marie Flick et d'autres enfants de l'école. Elles entendent une voix fine dire: « Kommet, Kommet! » (Venez, venez!). Le 12 juillet la troisième apparition se manifeste à certaines filles d'un groupe accompagné d'une religieuse qui est aussi leur institutrice, sœur Madeleine. Le 14 juillet 1872 l'apparition guide six filles dont Odile Martin vers le sommet du Frankenbourg, chemin de La Vancelle. Le 15 juillet 1872 tout un groupe d'enfants et d'adultes assiste à une apparition de la Vierge qui les appelle de nouveau:  « Kommet, Kommet! » (Venez, venez!) en direction du château de Frankenbourg. Un vent violent se lève et on entend un son de cloches. D'autres apparitions miraculeuses vont suivre. Une petite chapelle provisoire sera érigée sur les lieux. Le Kreisdirektor envoie un détachement de 50 soldats surveiller l'emplacement. Le 7 septembre 1872, la police abat la chapelle ainsi que l'autel et défend aux fidèles l'accès aux lieux. Le 8 septembre 1872 on assiste à une première guérison miraculeuse d'une jeune fille très malade. D'autres apparitions et guérisons vont avoir lieu malgré l'hostilité de l'autorité prussienne qui fait afficher un panneau :
« L'accès sans autorisation du district 272829 est, par la présente, interdit selon l'article 368 du code pénal avec une peine allant jusqu'à 75 francs et un emprisonnement jusqu'à 15 jours. »
Le 11 septembre 1872, sœur Madeleine est expulsée par les autorités et doit quitter Neubois. Le 14 octobre 1872 un soldat prussien a une vision de l'enfant Jésus. Les apparitions continuent. L'évêque de Strasbourg monseigneur André Raess est informé de par une lettre de l'apparition de L'Hôpital et de celles du Frankenbourg et reçoit lui-même un témoin des apparitions du Neubois. Il reste réservé et prudent. Le 11 novembre 1872 l'abbé Hotzmann, curé de Villé note : "les apparitions sont de plus en plus fréquentes". De nombreux pèlerins viennent sur les lieux. Pour la seule journée du 3 février 1873 on comptera 6000 pèlerins. Le 4 mars 1873 les autorités prussiennes s'inquiètent de cette affluence et envoient un détachement de 150 soldats interdire l'accès des lieux. Dans les jours et les mois qui suivent, d'autres enfants, mais aussi des adultes, sont persuadés d'avoir vu la Vierge Marie ou aperçu "la dame blanche", seule ou entourée d'anges ou ... de soldats. La nouvelle de ces phénomènes extraordinaires se répand comme une traînée de poudre dans toute l'Europe centrale et méridionale, mais surtout en Allemagne et en France.
Un des lieux d'apparition s'appelait Krittacker, acker veut dire champ. Le village était semble-t-il situé plus haut dans la montagne.

### La montagne des apparitions
Les différents endroits où les apparitions eurent lieu sont situés en dehors du village sur le flanc d'une montagne au sommet de laquelle on aperçoit le château du Frankenbourg situé à 703 mètres d'altitude. Cette montagne est couverte de bois jusqu'au sommet. Il faut d'ailleurs faire une distinction entre les deux noms : Frankenberg est le nom de la montagne et Frankenbourg est le nom du château. Le château du Frankenbourg date de l'époque féodale et a été construit suivant les principes militaires du XIe siècle. Cela n'exclut pas l'hypothèse qu'un autre château ait pu exister antérieurement au même endroit à l'époque franque. Ce qui est certain, c'est l'existence d'une forteresse sur la montagne du temps des Romains. Des monnaies constantiniennes trouvées au Frankenbourg  entre deux enceintes prouveraient que les romains auraient aménagé un système défensif confirmant ainsi la position stratégique du lieu et l'opportunité de fortifications. Il est probable que lors des combats opposant Francs et Alamans ces derniers ont utilisé les constructions romaines qui existaient à cet endroit. La tradition veut que ce soit Clovis qui a fait construire le château du Frankenbourg et que son épouse sainte Clotilde y ait prié pour obtenir la victoire de son mari pendant la bataille de Tolbiac. Plusieurs historiens ont attesté cette version. L'abbé Nartz a écrit "Sigebert cousin de Clovis qui régnait à Cologne, appela à son secours contre les envahisseurs le roi des Francs saliens Clovis. La bataille s'engagea près de Tolbiac (Zulpich) selun les uns, près d'Argentorate pour les autres. Le Tolbiac serait d'après certains historiens près de Cologne, pour d'autres près de Strasbourg. Ces diverses hypothèses conduisent à penser qu'il pourrait y avoir plusieurs Tolbiac et de ce fait il est souvent difficile dans les brumes du passé d'identifier le lieu réel des combats d'autrefois. Certains ont même avancé  le nom de Scherwiller à des traces de bataille ont été trouvées comme l'emplacement probable du véritable Tolbiac.
Ces événements  des apparitions sont relatés abondamment dans la presse locale et nationale et repris dans des brochures, ce qui ne fait qu'amplifier le phénomène. Neubois connaît alors une affluence populaire extraordinaire ; au mois de janvier 1873, la Reichsbahn vend plus de 80 000 billets de chemin de fer à destination du val de Villé.

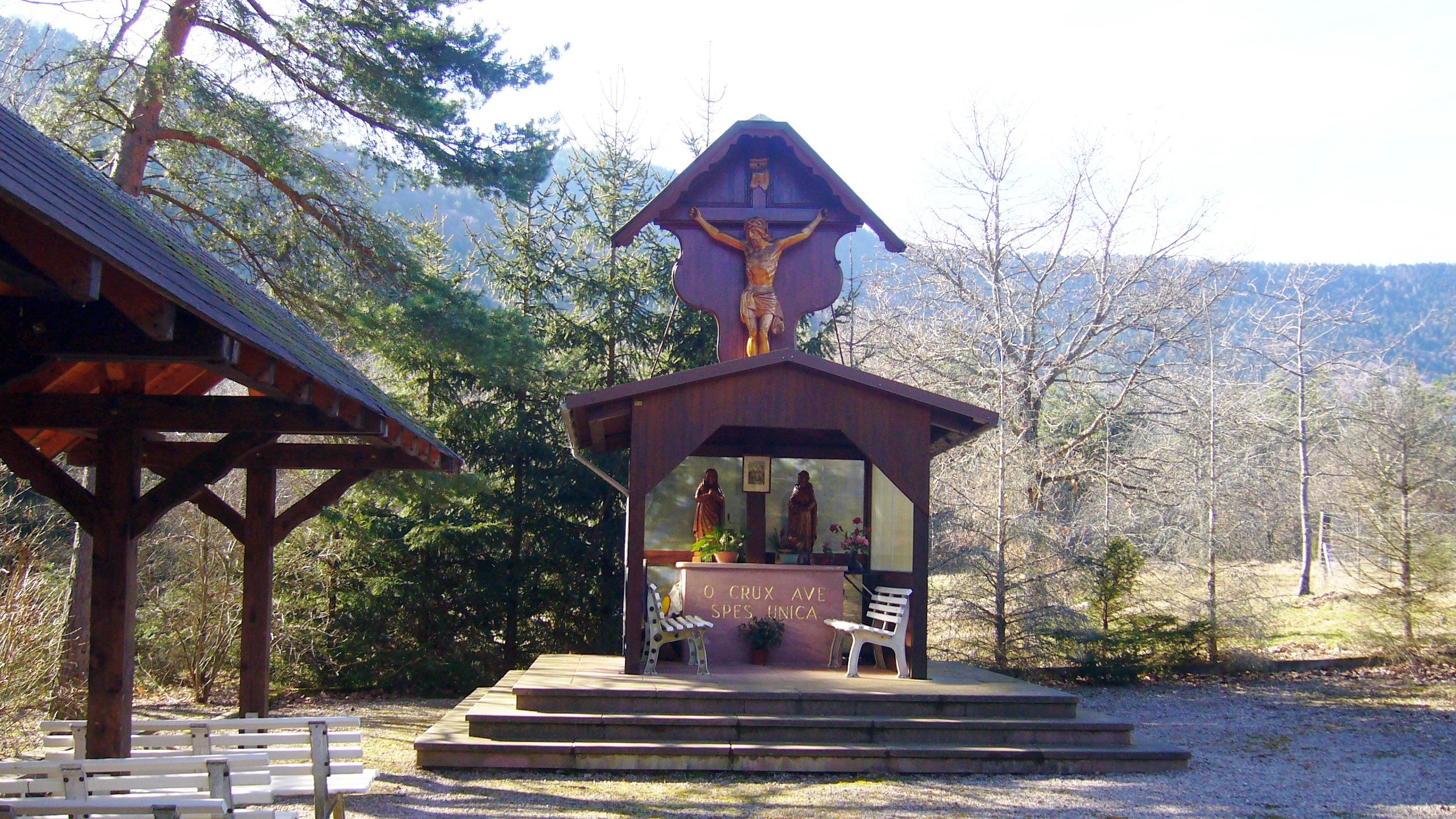
Petite chapelle au-dessus du village de Neubois.

Une source à l'eau miraculeuse" est découverte. Plusieurs personnes prétendent avoir été guéries. Les conditions sont donc remplies pour que Neubois devienne le Lourdes alsacien ! Cette arrivée massive de gens commence à inquiéter l'administration allemande surtout que ces apparitions se teintent d'allusions et de propagande politiques : la Sainte Vierge viendrait pour libérer l'Alsace du joug prussien ! A Paris est éditée, en 1874, une brochure au nom évocateur : "La résurrection de la France et le châtiment de la Prusse, prédits par Marie en Alsace". L'armée est chargée d'interdire l'accès du lieu des apparitions, puis de l'ensemble du ban communal. Les autorités religieuses restent très prudentes et sceptiques et conseillent la même attitude au chargé d'âmes de la paroisse, notamment à l'abbé Michel Ulrich qui recueille, avec une certaine naïveté, les témoignages des "voyantes" de sa paroisse. Le curé Alphonse Adam, qui lui succède en novembre 1876, puis l'abbé Boersch, à partir de 1879, prêtent une oreille moins attentive aux dépositions des visionnaires qui se font plus rares; par un patient et minutieux travail d'enquête, ils pensent que ces apparitions seraient nées de l'imagination des enfants, qui les uns après les autres, se seraient rétractés de manière naturelle et non forcée. Peu à peu le village retrouve sa sérénité. Il est à noter cependant que des adultes ayant assisté à ces apparitions mariales ne se sont pas rétractés, ce qui interdirait de mettre radicalement en doute la réalité de ces faits surnaturels. Aujourd'hui une petite chapelle rénovée s'élève dans la forêt, près de la source "Mudergottes Brennela" ; elle rappelle aux promeneurs et aux pèlerins ces évènements "surnaturels". L'érection à Neubois, en 1883, de la Confrérie du Rosaire Vivant, a-t-elle des liens avec ces apparitions ? De nos jours, le culte marial connaît dans le village une dévotion particulière et continue à attirer des pèlerins venus de près ou de loin et il reste de même à L'Hôpital (Moselle) une dévotion mariale particulière des habitants qui s'exprime par la construction d'une grotte de Lourdes inaugurée le 3 octobre 1954.

## Politique et administration

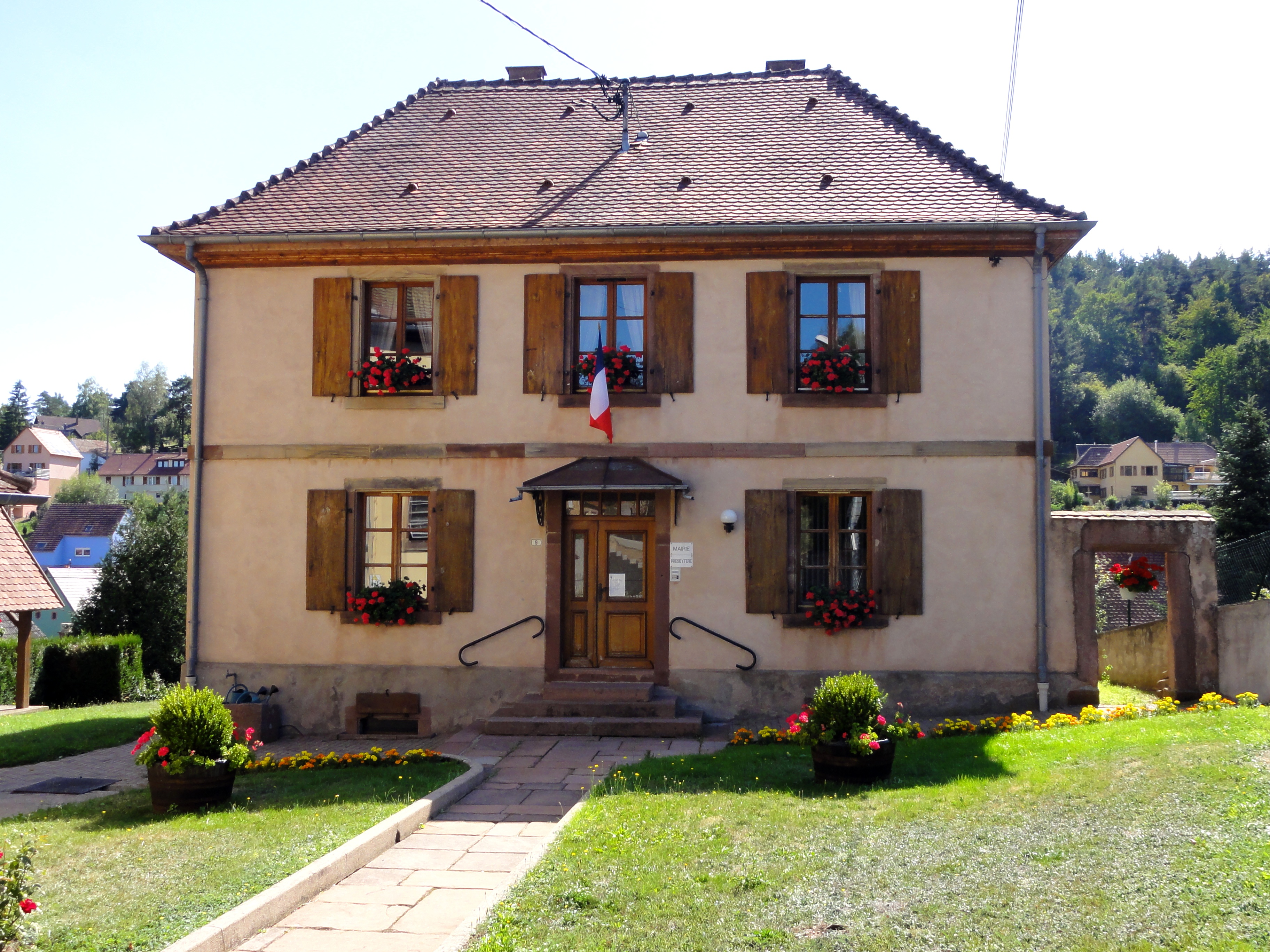
Ancien presbytère (1862), aujourd'hui mairie, 9 rue de l'Église.

| Période                                  | Période   | Identité             | Étiquette | Qualité           |
| ---------------------------------------- | --------- | -------------------- | --------- | ----------------- |
| Les données manquantes sont à compléter. |           |                      |           |                   |
| 1945                                     | mars 1971 | Guillaume Guntz      |           |                   |
| Les données manquantes sont à compléter. |           |                      |           |                   |
| mars 1983                                | mars 1989 | Gilbert Mertz        |           | Directeur d'école |
| mars 1989                                | mars 2008 | Jacques Ostermann    |           | Maire honoraire   |
| mars 2008                                | mai 2020  | Nicole Zehner        |           | Retraitée         |
| mai 2020                                 | En cours  | Marie-Odile Uhlerich |           |                   |

## Population et société

### Démographie
L'évolution du nombre d'habitants est connue à travers les recensements de la population effectués dans la commune depuis 1793. Pour les communes de moins de 10 000 habitants, une enquête de recensement portant sur toute la population est réalisée tous les cinq ans, les populations de référence des années intermédiaires étant quant à elles estimées par interpolation ou extrapolation. Pour la commune, le premier recensement exhaustif entrant dans le cadre du nouveau dispositif a été réalisé en 2005.

En 2022, la commune comptait 654 habitants, en évolution de −5,9 % par rapport à 2016 (Bas-Rhin : +3,17 %, France hors Mayotte : +2,11 %).
| 1793 | 1800 | 1806 | 1821 | 1831 | 1836 | 1841 | 1846 | 1851 |
| ---- | ---- | ---- | ---- | ---- | ---- | ---- | ---- | ---- |
| 421  | 451  | 479  | 531  | 566  | 619  | 663  | 721  | 696  |

| 1856 | 1861 | 1866 | 1871 | 1875 | 1880 | 1885 | 1890 | 1895 |
| ---- | ---- | ---- | ---- | ---- | ---- | ---- | ---- | ---- |
| 656  | 709  | 753  | 725  | 659  | 689  | 656  | 655  | 612  |

| 1900 | 1905 | 1910 | 1921 | 1926 | 1931 | 1936 | 1946 | 1954 |
| ---- | ---- | ---- | ---- | ---- | ---- | ---- | ---- | ---- |
| 621  | 601  | 594  | 562  | 514  | 520  | 501  | 504  | 464  |

| 1962 | 1968 | 1975 | 1982 | 1990 | 1999 | 2005 | 2006 | 2010 |
| ---- | ---- | ---- | ---- | ---- | ---- | ---- | ---- | ---- |
| 405  | 423  | 449  | 444  | 519  | 561  | 652  | 661  | 659  |

| 2015 | 2020 | 2022 | - | - | - | - | - | - |
| ---- | ---- | ---- | - | - | - | - | - | - |
| 694  | 658  | 654  | - | - | - | - | - | - |

Neubois a connu son maximum démographique en 1866, comme plusieurs des villages du canton. La localité compte alors 753 habitants dont le nombre est allé en diminuant avant un récent renversement de tendance dû à sa situation privilégiée dans l'avant-vallée. Une très forte immigration (+ 70 de 1982 à 1990) provoque un rajeunissement sensible de la population (le taux de vieillissement passe de 0,86 à 0,73 de 1982 à 1990) et l'amorce d'un mouvement naturel positif (+ 5 entre les deux derniers recensements).

## Économie

### La forêt
La forêt s'étend sur 854,14 ha (la deuxième surface boisée du Val après Urbeis) dont 673,75 ha de forêt domaniale constituées par les belles futaies de résineux du massif de l'Altenberg. La commune en possède seulement 40,73 ha, les particuliers 140,02 ha.

### Industrie - artisanat - commerce
Le village de Neubois n'a jamais connu d'industrie significative et a toujours vécu de l'agriculture et du tissage à domicile (48 % des ménages en 1886). Cette dernière activité est d'ailleurs favorisée par la proximité géographique de la vallée de Sainte-Marie-aux-Mines où sont établis les fabricants distribuant le travail. La localité est le siège d'un dépôt. De nos jours, il existe encore quelques établissements artisanaux essentiellement au cœur du village, est désormais établie en bordure de la voie rapide, non loin de l'ancienne tuilerie et de la « halde de Neubois », étape aujourd'hui désaffectée du train qui traversait la vallée et qui a arrêté son activité en 1976. Le village s'est découvert une vocation artistique avec la présence en ses murs d'un artiste ayant remis à l'honneur la technique de la peinture sous-verre et avec l'organisation régulière de « Hors-cadre », manifestation régionale d'art contemporain.

## Culture locale et patrimoine

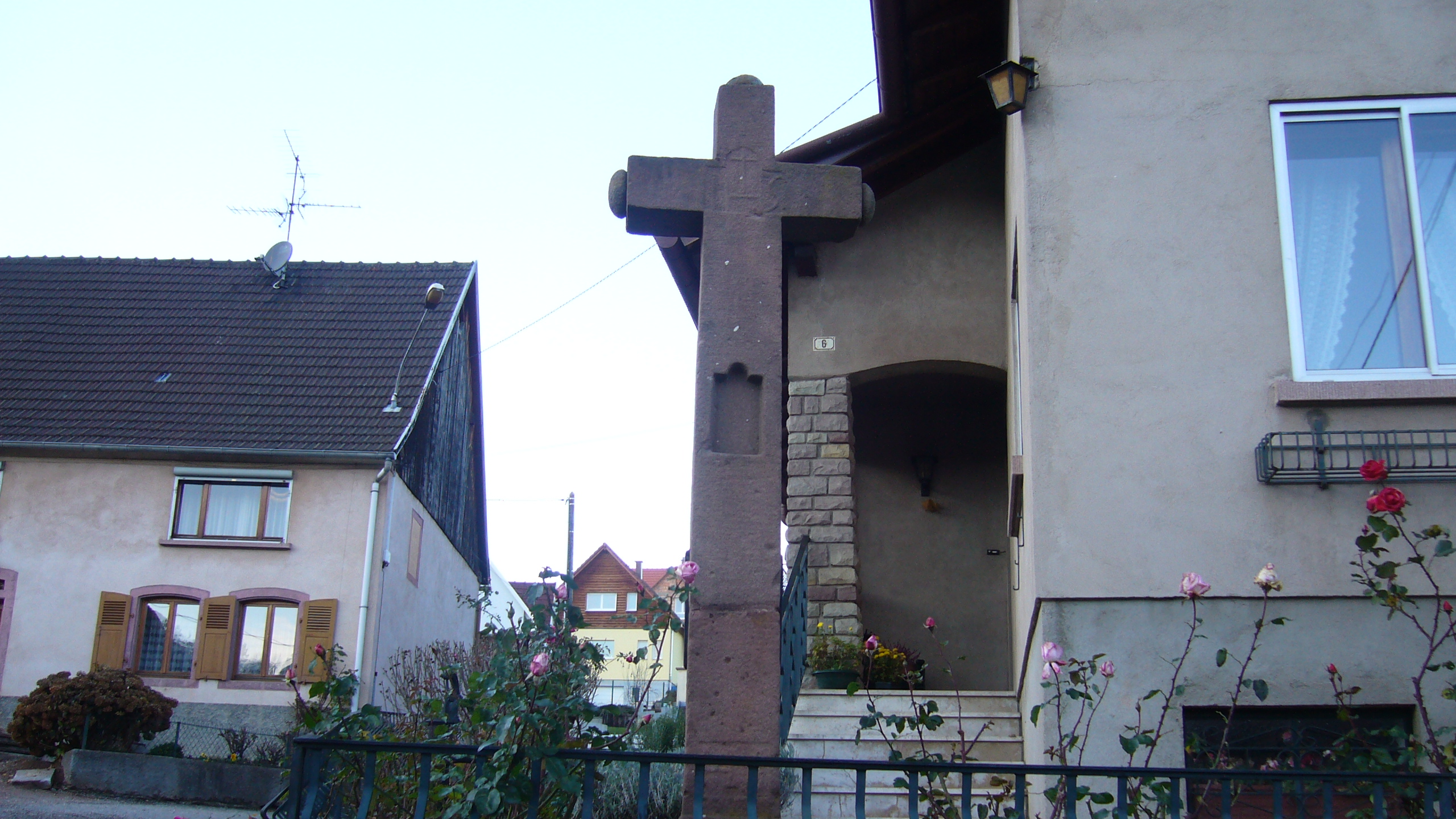
Calvaire situé rue des Vignes à Neubois.

### Lieux et monuments
Neubois est un village riche en petits monuments et autres curiosités naturelles. Douze croix sont encore dressées sur son ban, plusieurs chapelles et oratoires du XIXe siècle, des fontaines publiques, des rochers particuliers et un nombre important de vieilles bornes.

#### Ruines du château du Frankenbourg
Sur la montagne qui domine le village et qui sépare le val de Villé du val de Lièpvre, on voit encore les ruines du château du Frankenbourg, dont la tradition attribue la fondation à Clovis, vulgairement appelé das Grüther-Schloss (le château de Gereuth). La première mention de ce château se trouve dans une charte de l'année 1105 ; il appartient alors aux comtes de Werde, qui furent élevés à la dignité de landgraves vers 1196. Vendu à l'évêché de Strasbourg, il fut d'abord possédé en fief par les comtes de Werde, puis engagé en 1134 au comte de Linange, et en 1411 à Burcard de Lützelstein. Le fils de ce dernier, de concert avec le comte Jean d'Ebersheim, tenta de s'emparer en 1446, de l'archevêque d'Arles, lorsque ce prélat revenait d'une tiède tenue à Francfort pour le rétablissement de la paix de l'Église. L'archevêque leur échappa, mais quarante personnes de sa suite, quatre-vingts chevaux et plusieurs voitures chargées d'effets précieux tombèrent au pouvoir des agresseurs, qui allèrent s'enfermer dans le château du Frankenbourg. Le cardinal, malgré tout son crédit, ne put récupérer les objets enlevés; on ne lui rendit que les hommes et les chevaux. En 1470 le château était la propriété de la ville de Sélestat. Il fut détruit par un incendie, en 1582, et n'a plus été relevé depuis. Il resta cependant le chef-lieu d'un bailliage, appartenant au grand-chapitre de la cathédrale de Strasbourg. Ce bailliage, qui comprenait la partie méridionale du val de Villé, était aussi connu sous la dénomination de Comte-Ban parce qu'il avait appartenu anciennement aux comtes de Werde, plus tard landgraves de la Basse-Alsace ; les comtes de Werd eurent pour successeurs les évêques de Strasbourg qui cédèrent le bailliage au grand-chapitre.
Clovis aurait ajouté au château une chapelle arborant sur les vitraux et sur la pierre, trois crapauds noirs sur champ blanc, emblème païen du roi. Après la conversion de Clovis au christianisme, les crapauds firent place à trois fleurs de lys représentant la Sainte Trinité. Specklin, en parlant du château du Frankenbourg affirme que lorsque Clodovig ou Clovis fit la conquête de l'Alsace à la fin du Ve siècle, il fit bâtir sur un plateau situé entre les deux vallées de la Lièpvrette et du val de Villé un château qu'il baptisa forteresse du Frankenbourg (Burg der Franken) et y bâtit aussi une chapelle. L'ancien annaliste Specklin dit avoir vu à son époque sur l'un des vitraux peints qui existaient encore à la chapelle, trois couronnes noires sur un champ d'argent.

#### Bornes armoriées
Sur le territoire de la commune et tout particulièrement, l'ancienne forêt supérieure du Comte-Ban, en partie l'actuelle forêt domaniale de La Vancelle se trouvent des bornes armoriées. Cette forêt appartient avant la Révolution au Grand Chapitre de la cathédrale de Strasbourg, propriétaire du château du Frankenbourg, qui procède à l'abornement de la forêt supérieure entre 1764 et 1766, gravant sur chaque borne la date de 1764 et le blason des comtes de Werde premiers propriétaires. Certaines datant de 1708 sont ainsi réutilisées. Elles marquent la séparation avec Rombach-le-Franc, fief du duc de Lorraine, actuelle limite départementale entre le Haut-Rhin et le Bas-Rhin. Cette série est donc armoriée sur deux faces, d'un côté par la croix de Lorraine, de l'autre par le blason du landgraviat. D'autres bornes sont ajoutées plus tard pour indiquer la limite d'une petite forêt, appartenant à Sélestat, située au-dessus de La Vancelle. Elles datent de 1780, sont armoriées d'un côté et portent le monogramme de Sélestat de l'autre. Toutes ces bornes font partie de la numérotation des 215 bornes qui bordent la forêt des chanoines. La quasi-totalité a été martelée à la Révolution ; seule une dizaine a été épargnées
La forêt inférieure, dite de Châtenois, appartenant également au Grand Chapitre, borde en partie le sud et l'est du ban de Neubois. Un abornement effectuée en 1849 a réutilisé deux séries de bornes intéressantes : une série de 1729 aux armoiries du Comte-Ban et de Châtenois, avec le châtaignier. L'une d'entre elles, de 1624, fait partie des plus anciennes bornes de la vallée.

#### Monuments religieux
Église Saint-Materne (1858)
L'église est consacrée à saint Materne, qui selon la légende aurait été envoyé en Gaule par saint Pierre, accompagné par Eucharius et Valérius. Il devint par la suite évêque de Cologne, puis de Trêves. Il portait un Krückstock, sorte de bâton-béquille de pèlerin, qui aurait été celui de saint Pierre. C'est par ce bâton qu'il aurait été rappelé à la vie par ses deux compagnons lorsqu'il s'effondra mort, à son arrivée en Alsace.
L'édifice se compose d'une nef rectangulaire (22 × 12 mètres environ) qui se termine vers l'avant par un parvis de grès rose d'où trois marches donnent accès au chœur (7,5 × 8 mètres environ). Un arc triomphal en stuc sépare la nef du chœur. De part et d'autre, les deux autels latéraux sont dédiés à la Vierge (à gauche) et à Joseph (à droite).
Le premier, encadré par deux piliers d'inspiration ionique, présente une niche abritant une statue de Marie, couronnée d'une guirlande de fleurs, drapées dans un riche manteau porté sur une robe blanche, les mains jointes. Elle écrase du pied la tête du serpent qui tient encore la pomme de la tentation dans sa gueule. Le pied gauche de la Vierge repose sur un croissant de lune, c'est une Sichelmadona, une vierge au croissant de lune, la Vierge de l'Apocalypse. L'autel de saint Joseph, de structure identique, présente une statue du père nourricier de Jésus, en tunique blanche, avec un manteau du même tissu que celui de Marie. Il portait probablement dans sa main gauche un lis aujourd'hui disparu. Devant cet autel, près de la cuve baptismale, est posé un prie-dieu qui mérite notre attention. Sur un panneau de bois, un ange peint tient une banderole déployée proclamant « Magnificat anima mea Dominum » (mon âme bénit le Seigneur). En dessous, sur le travers en bois, est gravée en relief l'incantation : « Wachet und betet » (Veillez et priez !). La chaire a perdu son escalier d'accès, personne n'y prêchera dans les prochains temps ! Une peinture fixée au centre du plafond de la nef représente une nuée d'angelots volants, se tient sur le croissant de lune, au-dessus d'une frange nuageuse qui couvre un globe terrestre autour duquel s'enroule le serpent-dragon tenant une pomme dans sa gueule. On reconnait là le thème tiré de l'Apocalypse de saint Jean déjà représenté sur l'autel de la Vierge. Huit vitraux simples bordés d'un ruban de feuilles d'acanthe dorées sur fond bleu, portent les noms des donateurs ainsi que celui de l'atelier Ott de Strasbourg, qui les a réalisés en 1906.
Le statuaire comprend une grande piéta, Vierge douloureuse en terre cuite, un moulage en plâtre représentant le Sacré Cœur, sainte Odile, sainte Anne et sa fille Marie et surtout une statue en bois de saint Antoine à l'enfant Jésus. Une plaquette nous indique qu'elle est l'œuvre de Ferdinand Stufleser, sculpteur et constructeur d'autels à Sankt Ulrich am Pillersee dans le Tyrol autrichien.
Le chœur est éclairé par deux vitraux, également dus à l'atelier Ott. Le premier est dédié à sainte Odile, patronne de l'Alsace. Le second montre saint Martin. L'oie, à ses pieds, rappelle une légende du XVe siècle. L'animal aurait révélé la cachette où saint Martin s'était retiré pour se soustraire à l'élection épiscopale. Elle est devenue par la suite la « Martinsgans », l'oie de saint Martin qui a fait du saint le patron des éleveurs d'oie.
Pièce maîtresse du chœur, un tableau représente saint Materne, patron de l'église et de la paroisse. Monté sur un rocher, en habit de moine pèlerin, escarcelle à la ceinture, il est doté de son bâton surmonté du Christ en croix. La peinture, récente (1995) est due à Suhr d'après une esquisse de Kuder.
L'église de Neubois possède le seul orgue Callinet de la vallée, l'un des rares du Bas-Rhin. Sa partie instrumentale a été classée parmi les Monuments Historiques en 1978. Joseph Callinet, de Rouffach, a construit cet orgue en 1823 pour la paroisse de Ballersdorf (Haut-Rhin). Il a été transféré à Neubois en 1880. Après plusieurs interventions, l'instrument se trouvait dans un état pitoyable. Il est restauré en 1987-1988 par Alfred Kern qui le remet dans son état d'origine.

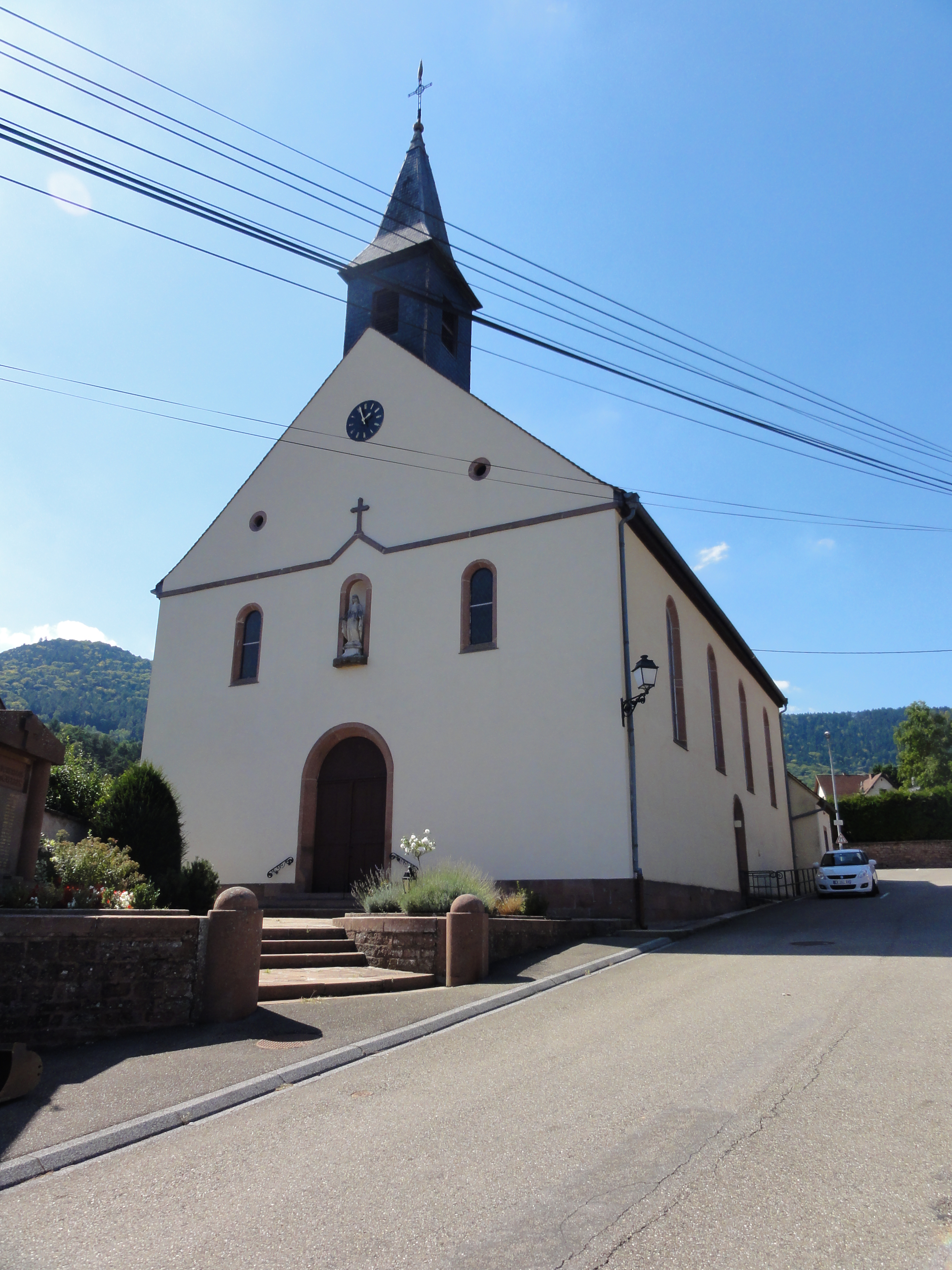
Église Saint-Materne.
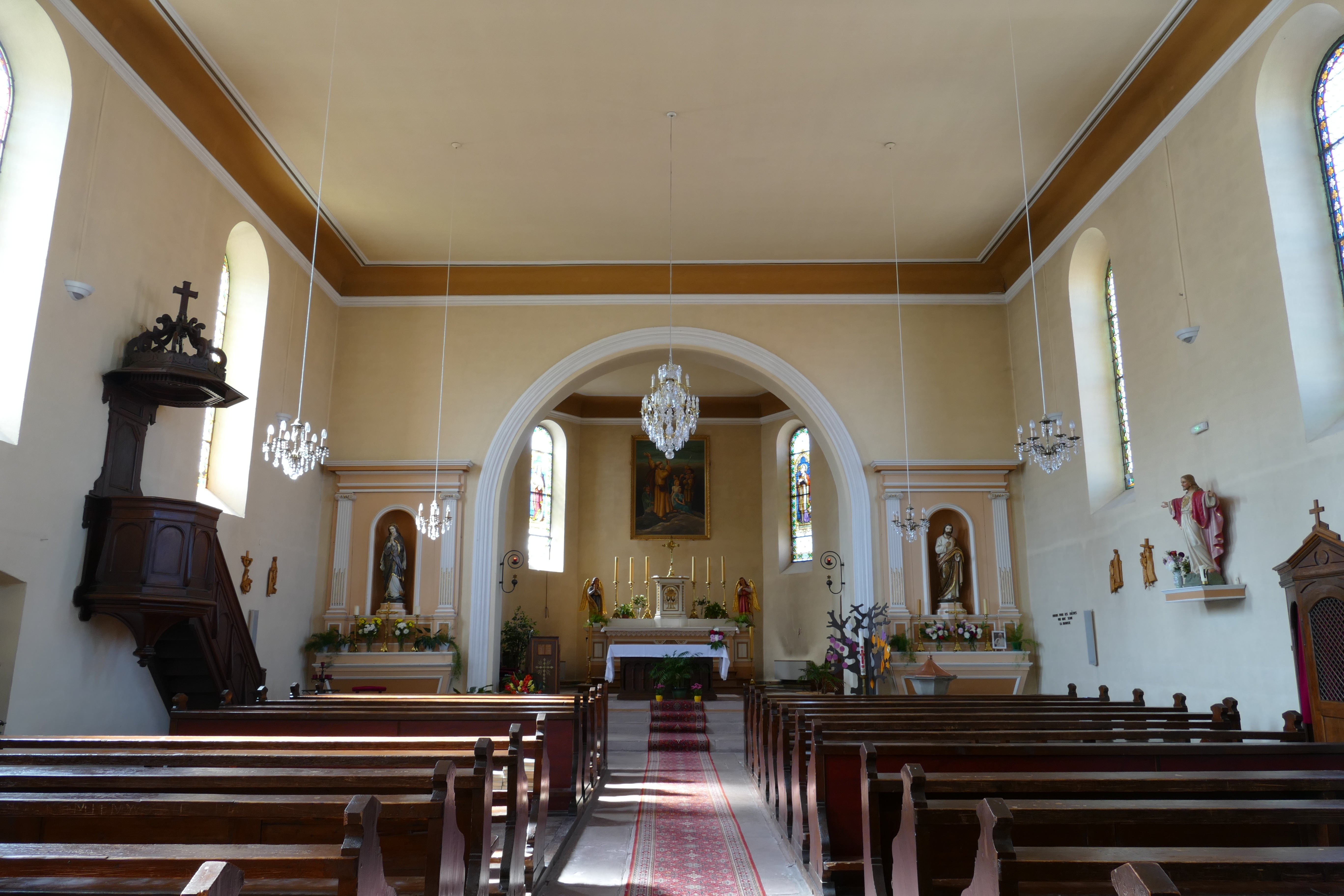
Vue intérieure de la nef vers le chœur.
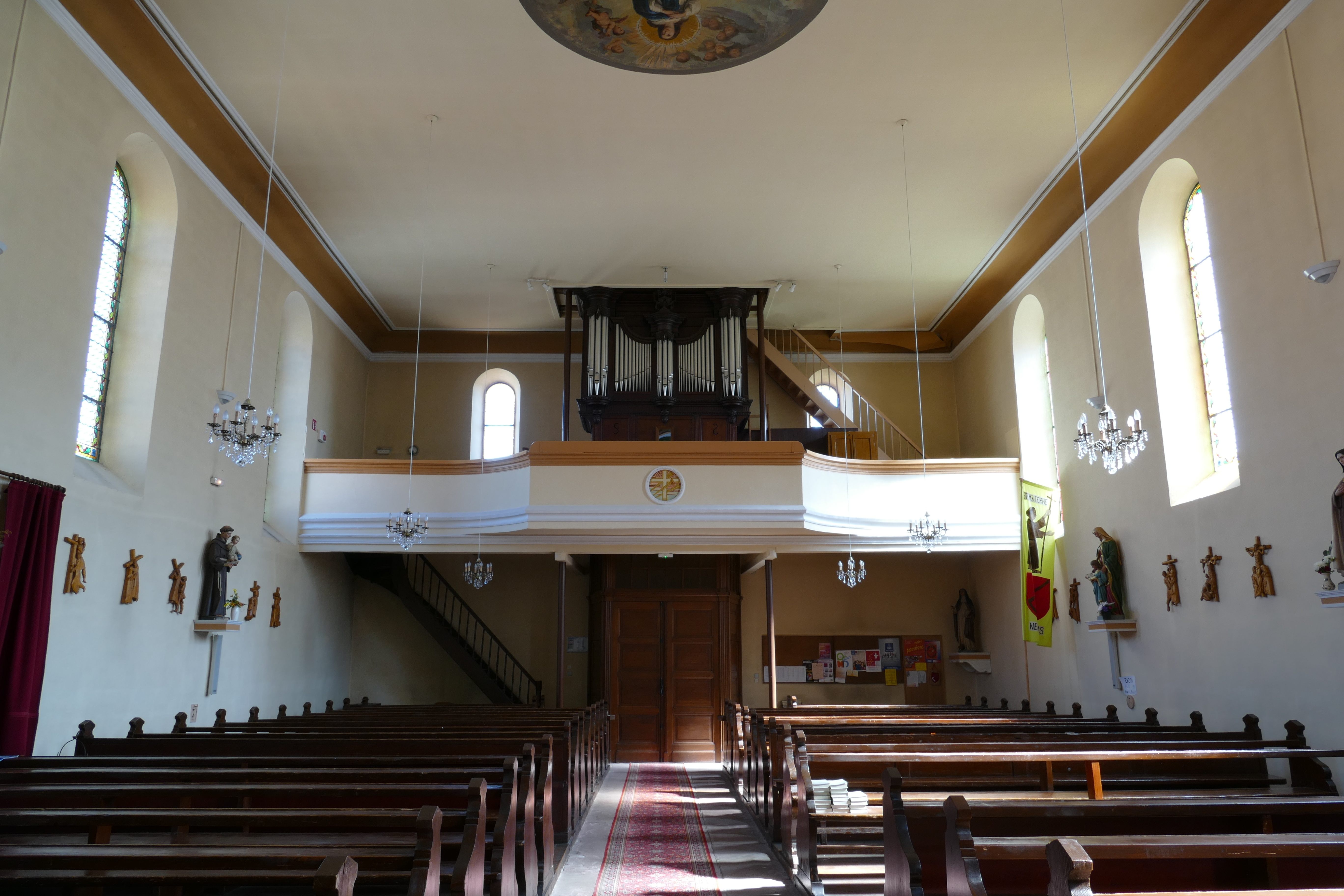
Vue intérieure de la nef vers la tribune d'orgue.
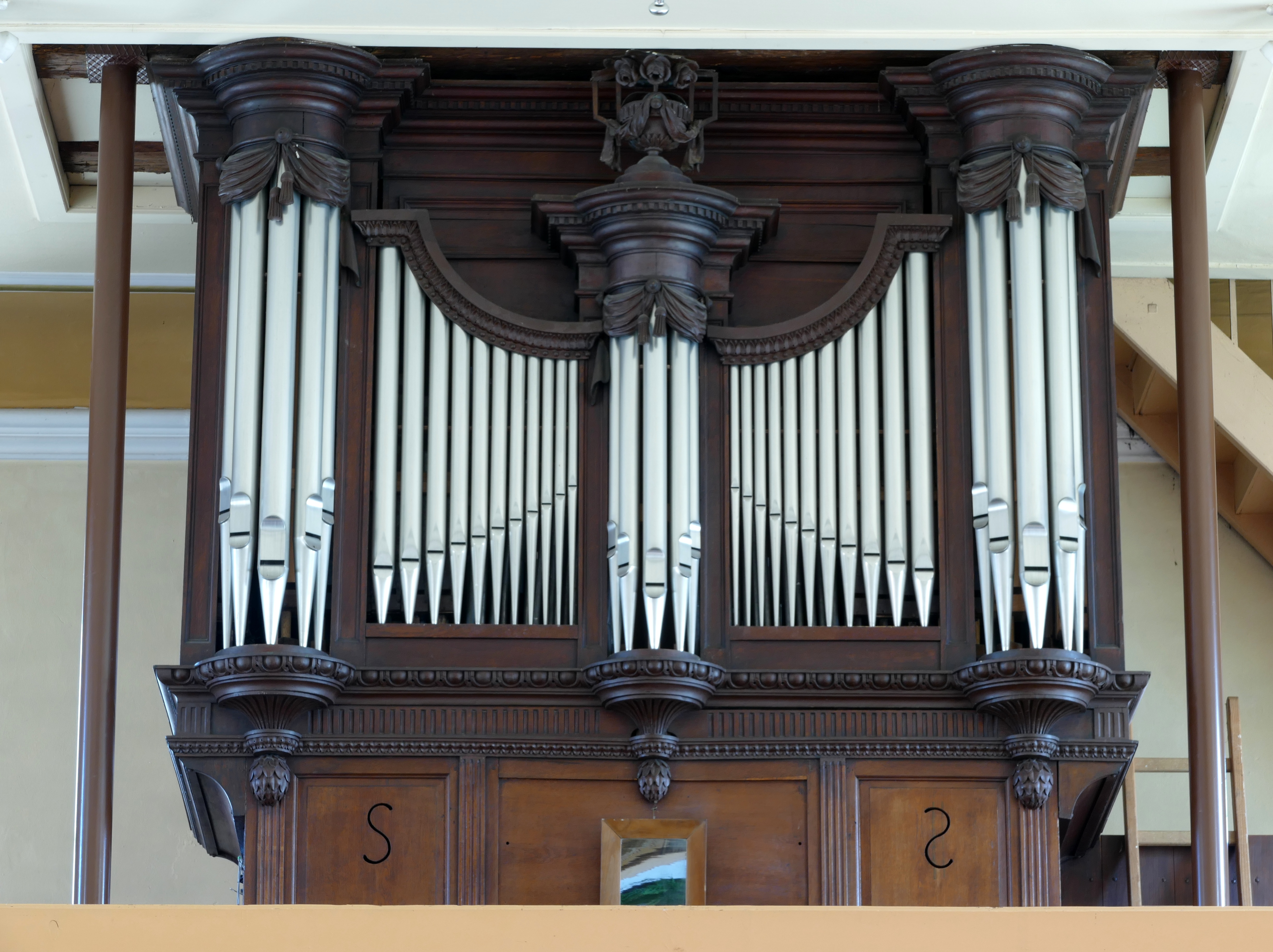
Orgue Callinet (1823).

Notre-Dame-de-la-Source

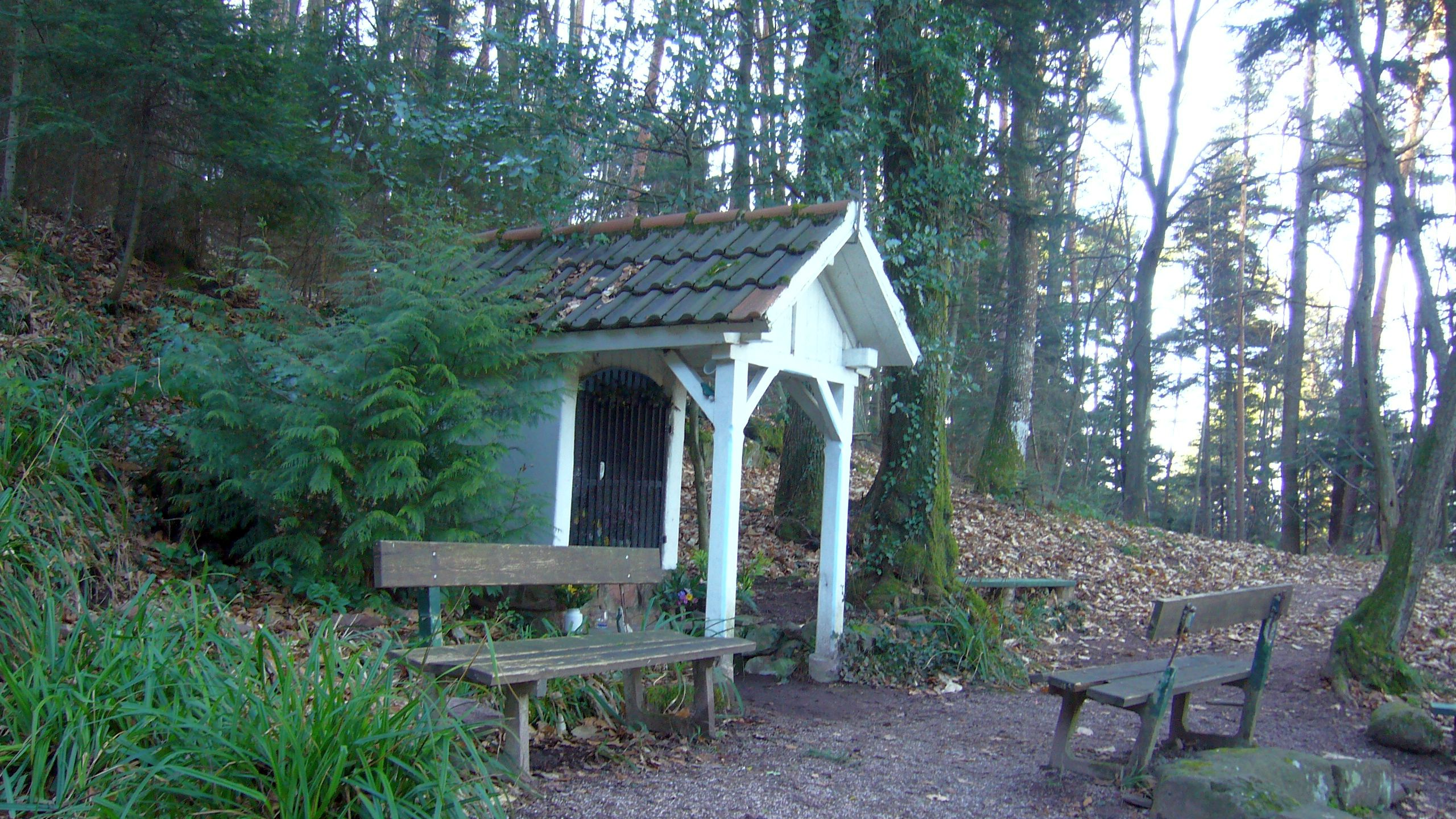
Sanctuaire de Notre-Dame-de-la-Source vu depuis le sentier.

Une petite chapelle rénovée s'élève dans la forêt près de la source « Mudergottes Brennela » ; elle rappelle aux promeneurs et aux pèlerins les apparitions « surnaturelles ». Ce sanctuaire dédié à la Vierge se trouve à 10 minutes du chemin de croix qui se trouve sur les hauteurs de la commune. Pour accéder à cette chapelle suivre la pancarte marquée d'une croix bleue. À un moment donné un sentier assez pentu se détache du chemin principal qui mène directement au sanctuaire où existe une source et des bancs pour les promeneurs.

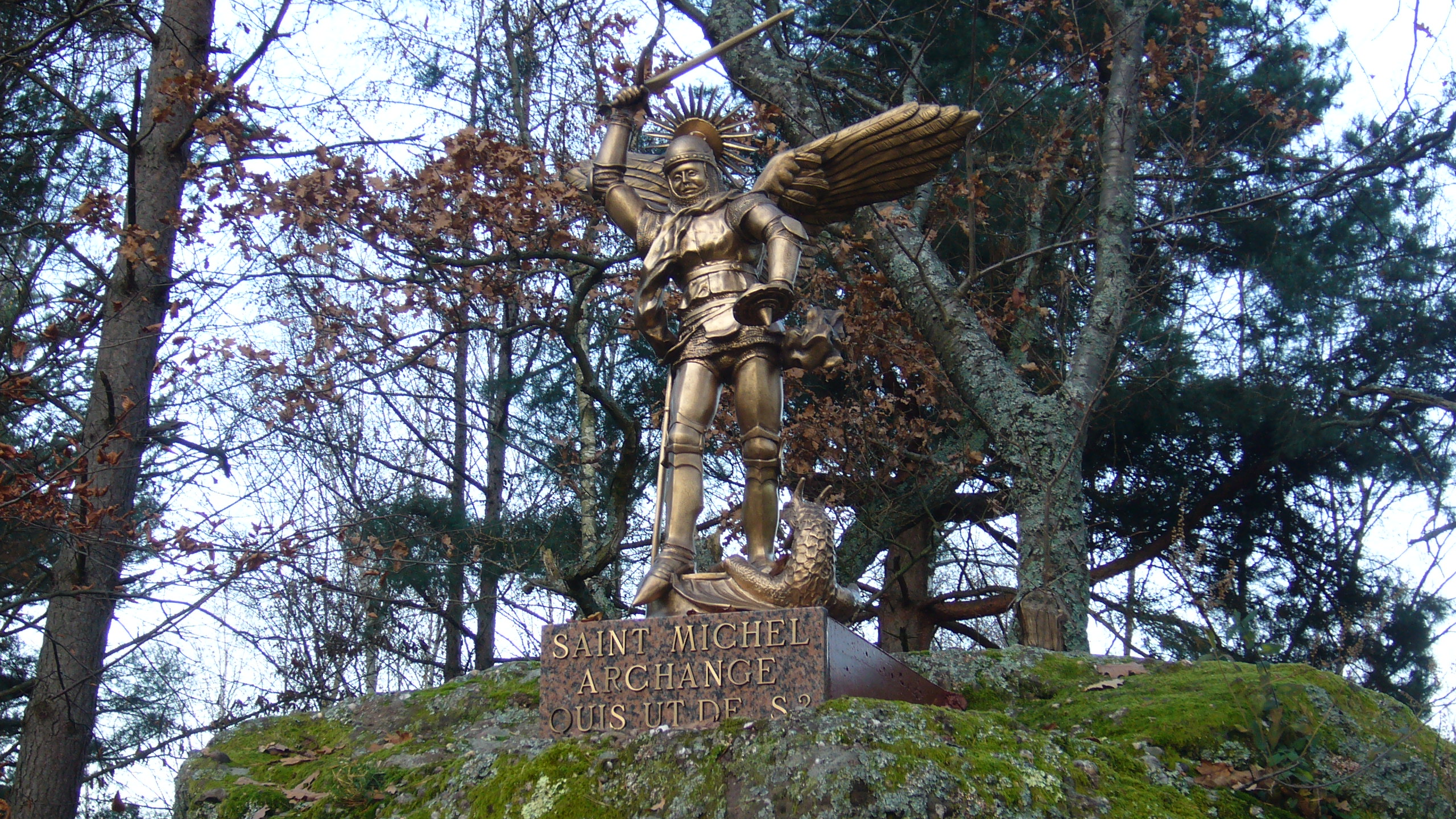
L'archange saint Michel terrassant le dragon situé à proximité de la statue Notre-Dame de Neubois.

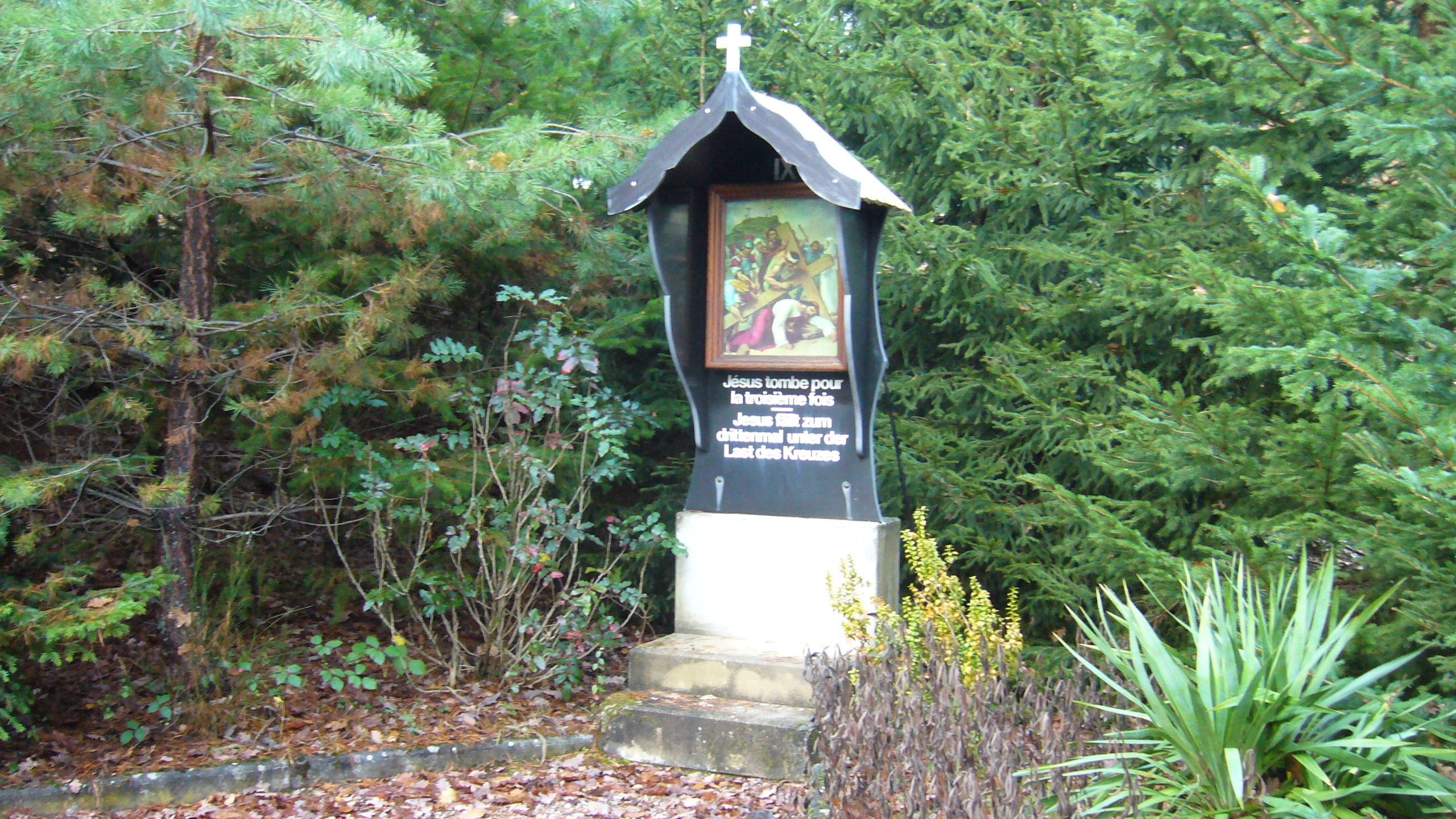
Chemin de croix près de la statue de Notre-Dame de Neubois.

Statue de l'archange saint Michel
Chemin de croix de Neubois

#### Architecture
Situé à l'entrée du val de Villé, Neubois s'étage sur le bord sud-ouest du glacis qui enveloppe le pied du château du Frankenbourg, dans un espace vallonné d'où l'on jouit d'une vue incomparable sur la vallée. Les rues suivent les fantaisies du terrain, leur dédale déroute l'étranger pressé, mais réserve au touriste amateur de belles choses quelques agréables surprises. Entourées de leur jardin et de leur verger, cachées souvent au fond d'une impasse, les maisons s'épanouissent comme des fleurs au chant des fontaines. Les habitations de Neubois sont construites selon le modèle traditionnel de la ferme du val de Villé. Beaucoup d'entre elles ont été adaptées aux conditions de la vie actuelles, cependant il est encore possible de constater que, dans ce village, les maisons adoptaient jadis une grande diversité de volume, reflet de la condition sociale de l'habitant: tous les degrés de la hiérarchie sont représentés : de la maison du journalier à celle du notable.
Les éléments d'architecture intéressants

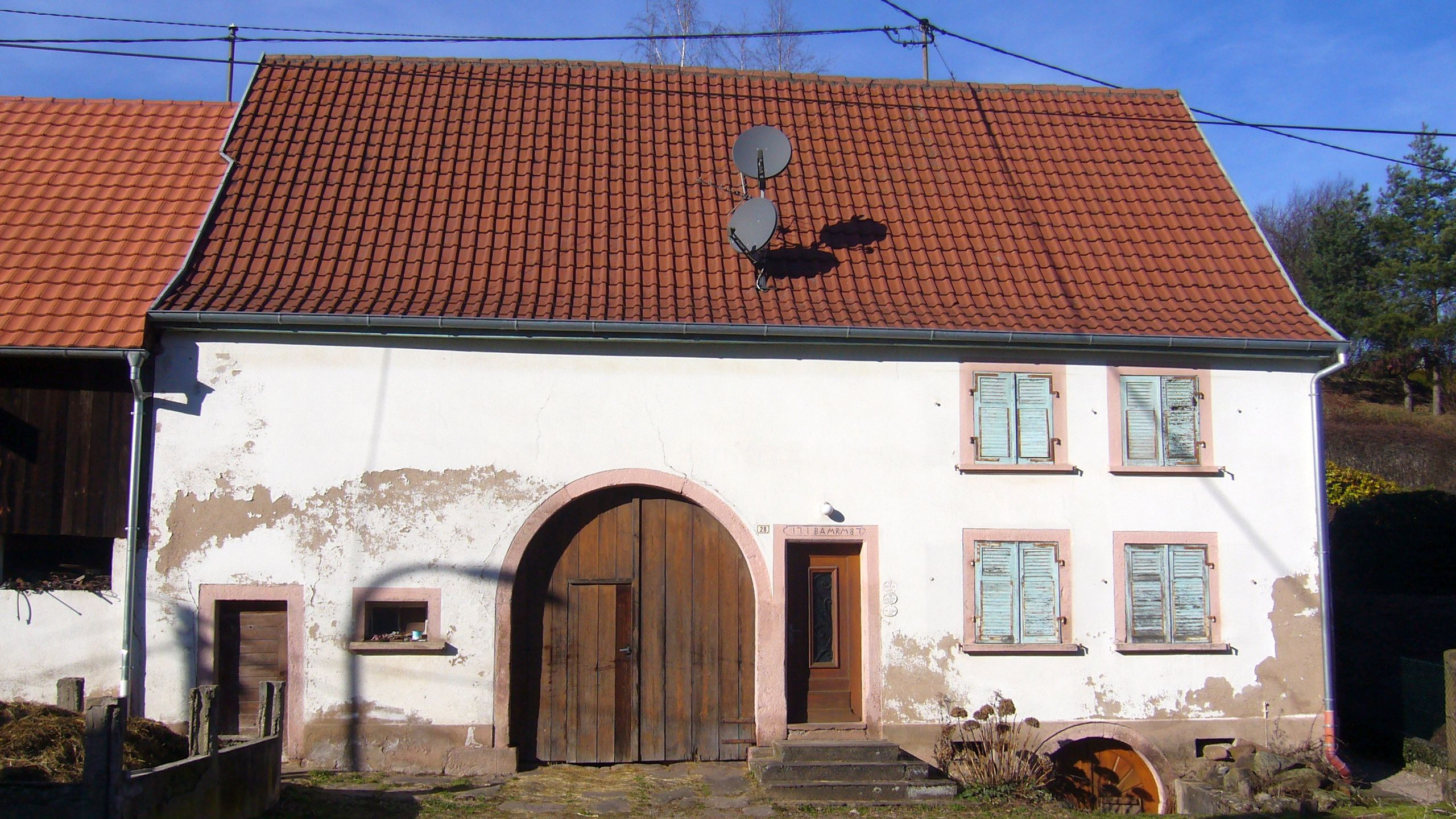
Ancienne ferme de 1787 située 28 rue du Frankenbourg à Neubois.

- Mairie : Un encadrement de porte provenant de la maison située au n° 72 de l'impasse des Chalets a été remonté dans un mur clôturant une cour de la mairie. Le linteau est daté de 1620. Les moulures des montants reposent sur un congé en double volute surmontée d'une feuille d'acanthe déployée.
- N° 8, rue Principale : Sur le linteau de l'entrée figure une croix de Malte encadrée du millésime 1752 (ou 7 ? ou 9 ?) et d'initiales. Les inscriptions sont rassemblées dans un cartouche. La base du linteau a été délardée en arc segmentaire.
- N° 23, rue Principale : Linteau de 1821 orné d'un anneau.
- 39, rue principale : Maison du XVIIIe siècle avec un pignon en pierre
- N° 2, rue de l'église: Linteau de 1815 avec un anneau au centre.
- N° 3, rue de l'Église : Bel encadrement de porte mouluré datant de 1817.
- N° 5, rue de l'Église : Maison de 1719, agrandie en 1772. Les encadrements des deux entrées sont surmontés d'une imposte. Le linteau supérieur de la pr,emière est droit et marqué du millésime 1719 accompagné des initiales I B I et M. Celui de la  seconde est légèrement cintré; la date et les initiales figurent dans un cartouche. Entre 1719 et 1772, le niveau de vie du propriétaire avait augmenté.
- N° 28 rue du Frankenbourg : Maison de 1787 avec les initiales IBA MRM qui devait être une ancienne ferme
- N° 2, rue Allmend : Il subsiste dans la cour une ancienne maison de journalier parallèle à la rue. la bâtisse est subdivisée en trois pièces disposées de part et d'autre de la cuisine, qui occupe le compartiment central. Chacune des deux chambres dispose d'une fenêtre, mais la cuisine reçoit la lumière par l'ouverture de la porte. Jadis une petite étable à chèvres était accolée à cette maisonnette dont le mur gouttereau arrière s'enfonce dans la pente de la colline.
- N° 3, rue des Prés : En compagnie de la fontaine et de son potager, loin de l'animation de la rue principale, somnole cette magnifique ferme du XVIIIe siècle. Les fenêtres inégales du rez-de-chaussée sont ornées d'un linteau à très haut délardement en arc segmentaire. Au premier étage veille une fenêtre rectangulaire unique, large mais basse. L'encadrement de la porte d'entrée partage l'un de ses montants avec celui de la grange. Sur le linteau figurent des inscriptions portées en partie dans un cartouche. Le millésime, qui se cache parmi les initiales : A 171SM, pourrait être 1715, mais certains éléments de la maison semblent plus tardifs.

### Héraldique
| Blason de Neubois | Blason  | De gueules au hoyau d'argent, emmanché d'or, posé en barre, le fer en pointe. |
| Blason de Neubois | Détails | Ces armes évoquent l'ancien nom du village Geruth ou Kritt, signifiant défriché. L'instrument utilisé pour cette opération, la houe à défricher qui représente donc le nom du village. Celui-ci ayant fait partie du Comte-Ban jusqu'à la Révolution, les émaux employés sont ceux des comtes de Werde, dénomination adoptée par les comtes de Frankenbourg après 1185. |

## Voir Aussi

### Source
Cet article est issu de l'ouvrage "Le Val de Villé, un pays, des hommes, une histoire publiée sous l'auspice de la Société d'Histoire du Val de Villé et de la communauté des communes du canton de Villé, 1995. D'autres références sont reprises de l'Annuaire de la Société d'Histoire du Val de Villé, notamment ceux des années 1984, 1989, et 1990.